# 自動改札機
自動改札機（じどうかいさつき、英: automatic ticket gate）は、改札業務を自動化するために鉄道駅や空港の改札口（搭乗口）に設置されている機械である。
機器メーカーの仕様書には「自動改札装置」と記載される場合もあるが、本項では鉄道事業者における呼称として一般的な「自動改札機」と表記する。

## 概要
日本の鉄道では長距離利用者か短距離利用者かを問わず、すべて改札口を通すシステムがとられている。
人員削減の観点から、駅務の自動化のために自動改札機が導入されている。
ニューヨーク市地下鉄などでは、第二次世界大戦前からターンスタイル式の改札機が導入されていた。戦後、1960年代前半の日本では、通勤ラッシュが問題になっており、自動改札機への期待が高まっていたが、従来のターンスタイル式の改札はノーマルクローズ型であったため、1分あたり20人程度の処理能力しかなく、まったく役に立たないことが明らかとなり、原則扉を開けた状態で処理するノーマルオープン型の自動改札機が開発されることとなった。日本独自の改札口に対する考え方が、世界トップレベルの性能を持つ自動改札機の開発につながったといわれている。
KY語として「JK」と略すことがある。

## 構成
自動改札機は、改札を通る人間を赤外線で感知するセンサー部、乗車券類・プリペイドカード（乗車カード）を処理する装置などからなり、内部には複数のCPUが搭載され情報処理を行い通過データ（収入・人員）を記録する機能も持つ。
自動改札機に通す乗車券類などには、磁気や半導体メモリによって情報が記録されており、この情報を機械で読み取り、それを基に改札の通行を許可するか否かの判断が行われる。これらの情報が読み取れない乗車券（磁気情報を入れることができない裏が白い乗車券や整理券、裏面に磁気コーティングがされていても磁気情報が記録されていない乗車券、券面が折り曲げられていたり破れていたりして磁気情報が読み取れない乗車券）は乗車券としての効力は有効でも自動改札機は利用できない。21世紀になって普及した、半導体メモリによって情報が記録された乗車券は自動改札機の所定の読み取り部分にかざすだけで利用できるものがほとんどである。
小児用の切符が投入された時は「こども」のランプが点灯する。JR西日本・JR四国や関東・近畿地方の大手私鉄などでは、認識のためヒヨコの鳴き声を模した「ピヨピヨピヨ」という音が鳴る。運賃割引適用の乗車券が投入された時は「割引」のランプが点灯する。
外観は、古いタイプは改札機の筐体上部に検知バーが柵のように設置されていて、さらに改札通路の天井に通行可（○や矢印マーク）、通行不可（×や進入禁止マークなど）が示されており、どの改札を使えるかが遠くから見てもわかるようになっている。2000年代以降は検知バーや天井の標識をなくしたタイプの改札機が普及しつつある。
改札機の制御をするため、駅務室内に「監視盤」と呼ばれる操作卓が置かれる。改札機単体で使用されず必ず監視盤とセットである。無人駅では別の有人駅などから遠隔操作と旅客へのインターホンによる案内が可能である。
自動改札機本体の価格は、最低でも1台650万円から700万円近くであり、多機能なものになると1台1,000万円から1,500万円を超える。近年は高機能化により価格が上昇している。実際には、そのほかにも監視盤（制御用の操作卓）、架台（改札機本体を床面に据え付ける土台部分）、通線工事（ケーブルの引き回し）、改札機と接続するデータ集計機のソフトウェアなどの費用が必要である。価格のうちソフトウェアの占める割合が大きく、駅数が多くても少なくてもソフトウェアの設計費は大きく変わらないため、駅数の少ない鉄道事業者の場合、1通路あたりの単価は割高になる。

### 自動改札ゲート

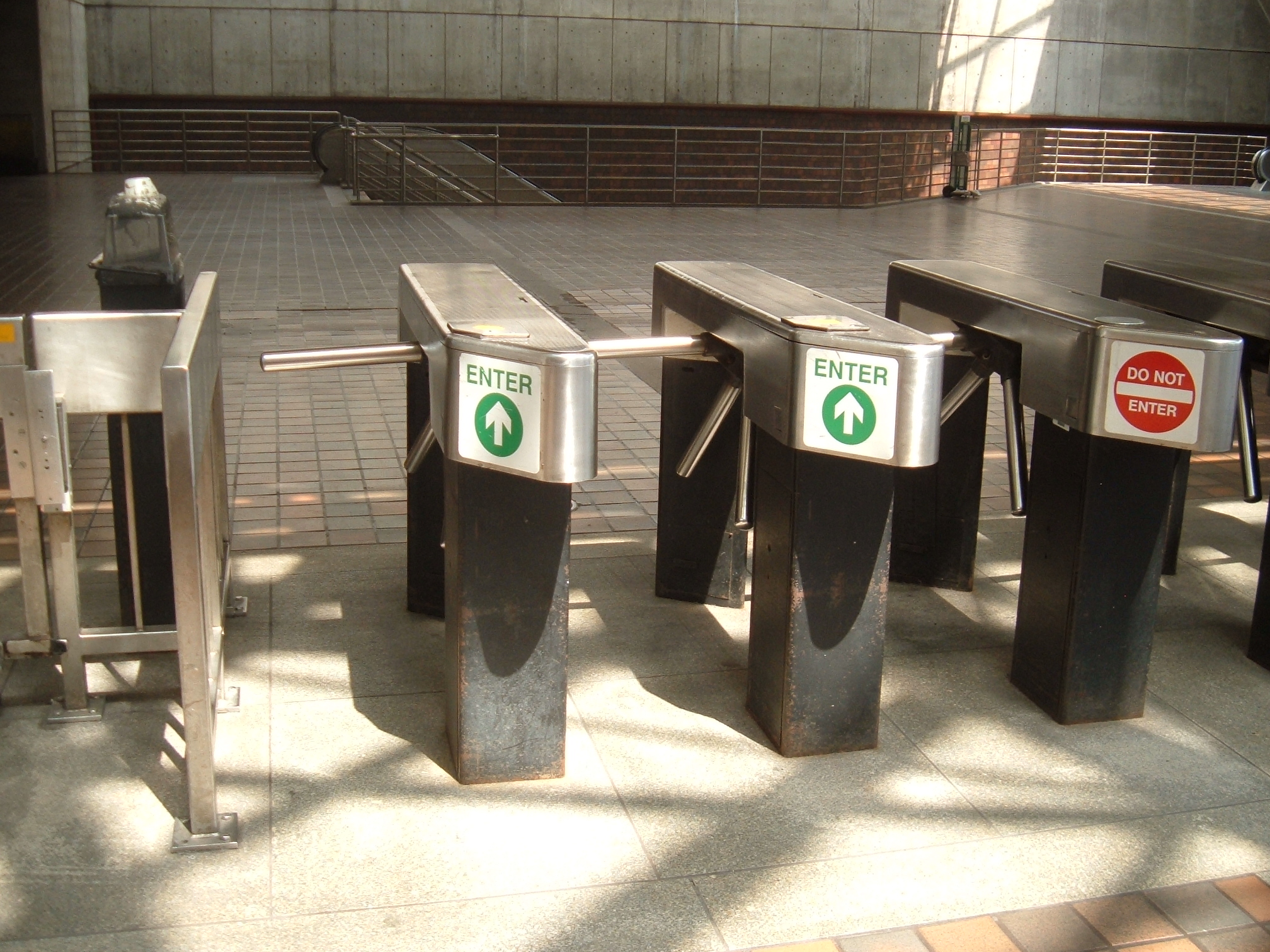
米国ボストン近郊のマサチューセッツ湾交通局（MBTA）で使われる回転棒式の自動改札（2005年8月3日撮影）

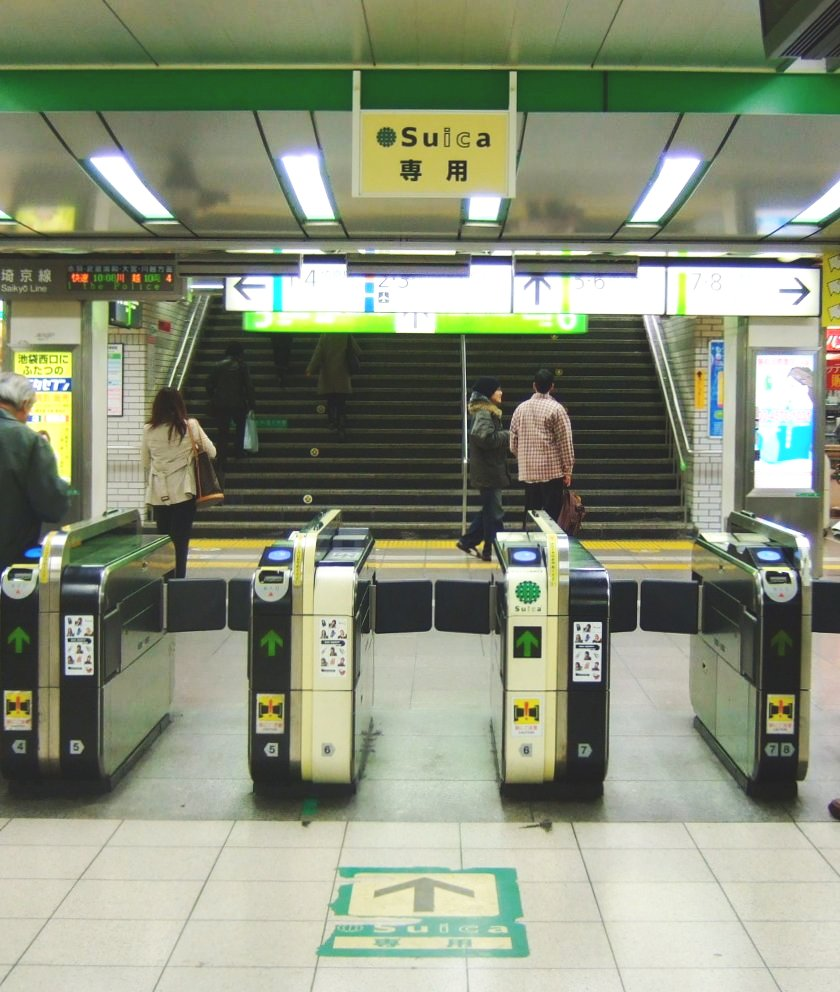
池袋駅北口改札口のJREM製Suica専用改札機 EG2（2006年12月16日撮影）

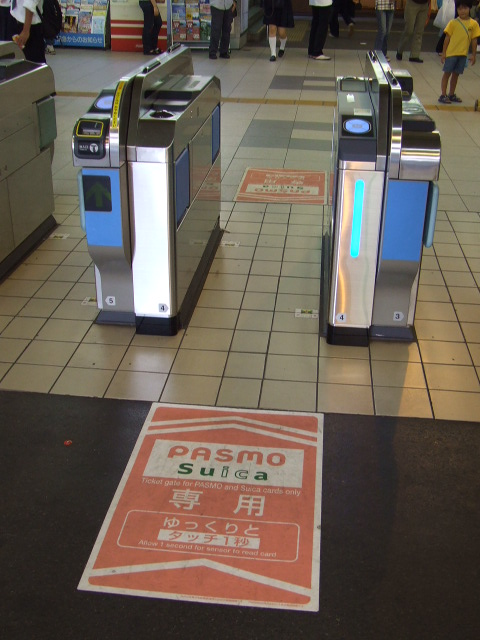
小田急電鉄藤沢駅改札口の日本信号製PASMO専用改札機GX7i（2007年9月22日撮影）

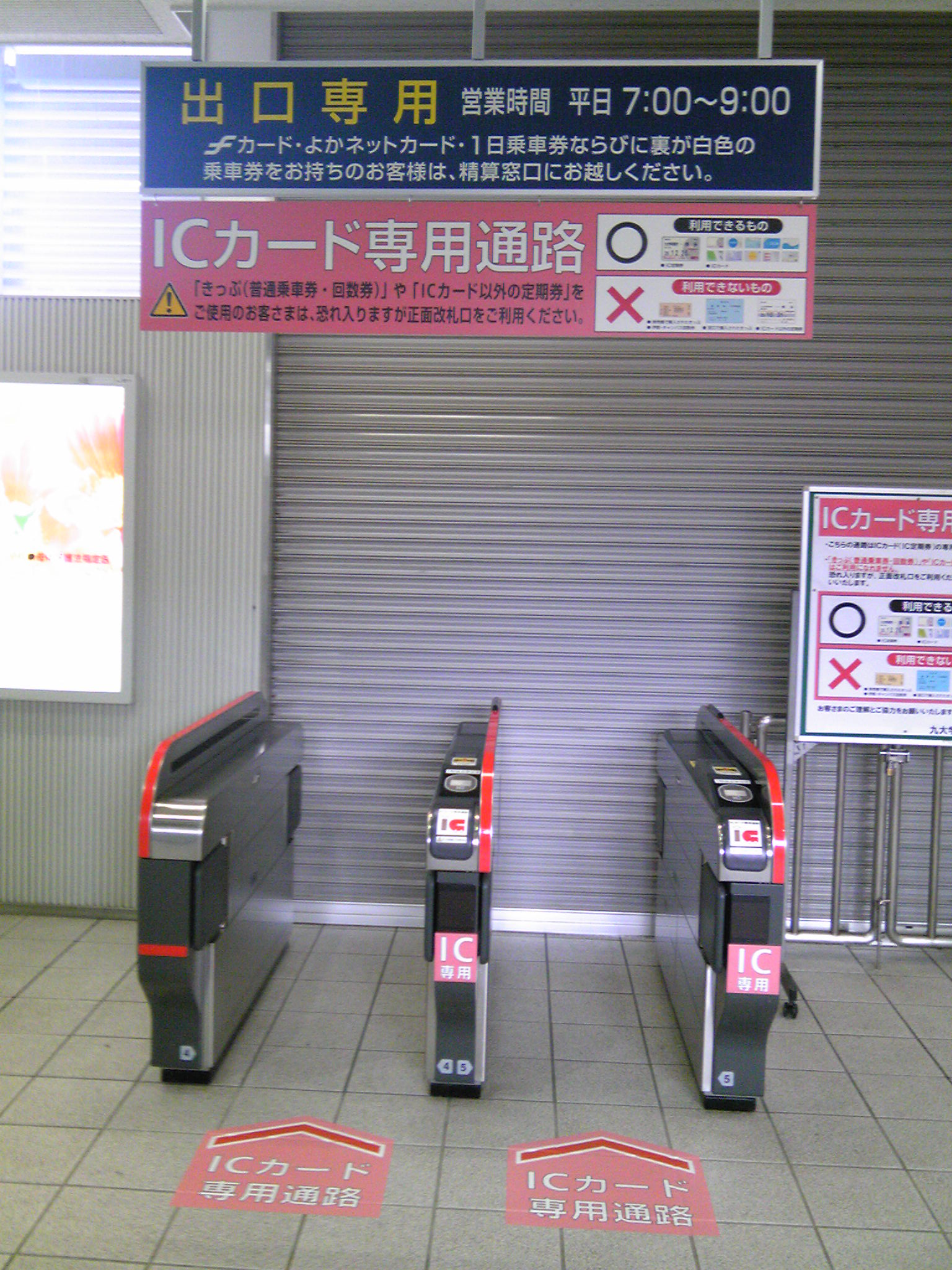
筑肥線九大学研都市駅の日本信号製SUGOCA専用改札機　GX7（2013年10月1日撮影）

鉄道駅における自動改札ゲートには、ターンスタイル型、リトラクタブル型、フラップドア型の3種類がある。
ターンスタイル型
ターンスタイルのゲートは円錐状または円盤状の台座に金属棒を取りつけた形状で、これが少しずつ回転することで1人ずつ通過できるようにしているものが一般的である。ただし、ターンスタイル式の改札は通常ゲートが閉じた状態のノーマルクローズ型であり処理能力は遅い（新機種でも処理能力は毎分30人程度でリトラクタブル型やフラップドア型に比べると遅い）。
リトラクタブル型
処理能力はターンスタイル型とフラップドア型の中間の毎分40人程度である。リトラクタブル型はフラップドア型などに比べて阻止力が高いが、利用者がゲートに挟まれる可能性があるという難点がある。
フラップドア型
乗車券類を投入せず通過しようとしたり、精算が必要な乗車券や無効な乗車券、細長い切符（青春18きっぷなどの企画乗車券）、領収書、紙切れ、入場記録のない乗車券などを投入したり、入場記録のないICカードをタッチしたりすると、警告チャイム音または音声とともに扉が閉まるようになっている。この改札機に設けられた小さな扉をフラップドアという。処理能力はターンスタイル型やリトラクタブル型よりも高く毎分60人程度である。ターンスタイル型やリトラクタブル型に比べてゲートの阻止力は低いものの、妊婦・子ども・老齢者など利用者に対する安全性は高い。
多くの自動改札機の通路の幅は55cmであり、路線バスの運賃箱の横の通路よりは広い。横に荷物を持ったままや小型の台車が通過できる。
- 車椅子で問題なく通れる通路の幅は85cm以上であり、すれ違いや方向転換も考慮すれば140cm以上が適正とされる。このため、一部の駅では通路幅が90cm程度の自動改札機が1台程度設置されているが、それがない場合は自動改札機を通らずに窓口の横のゲートを通り、手作業で改札を受ける。なお、幅広の自動改札機はワイド改札と呼ばれている[11]。
- トロリーバッグやスーツケースは、90Lほどの大型サイズのものだと広い辺を正面にするとぎりぎり通れない寸法のものも多いが、狭い辺からであれば通せる。しかし、固定式の2輪キャスターの製品では狭い辺から通す際にキャスターが横向きのままになるため、先述のワイド改札のない駅では引きずるか持ち上げて通さなければならない。空港直結駅では、スーツケースの持ち運びを考慮して、幅が広いタイプの自動改札機を設置することがよくある。

### ODデータ
ODデータのOはOrigin（出発地）DはDestination（目的地）を表し、ODデータとは発駅と着駅の組み合わせごとの利用者数を表すデータである。すなわち、「どこの駅から乗った旅客がどこの駅で下車したか」という資料である。このODデータを手作業で作ることは膨大な手間が必要で現実的ではない。しかし、改札機を使うことで作成が可能となる。
自動改札機の導入されていない路線で交通量調査を実施する際には、乗客全員に発駅の記載したバーコード用紙などを渡して着駅で回収し統計を取るなどをすることがあった。自動改札機導入後には省力化だけでなく日毎の変化をデータから見ることが可能となった。
ただし、ODデータを作るためには、改札機からのデータを処理・集計するためのサーバーと回線、そのためのソフトウェアが必要であり、それらは高価であるので、自動改札を使用している鉄道会社が、すべてODデータ作成用の設備（ハード・ソフト）を持っているわけではない。

## チケットメディア
自動改札機のチケットメディアには磁気切符、非接触型、ICカード、QRコード切符、トークンなどがある（一方のみのシステムもある）。

### 磁気券

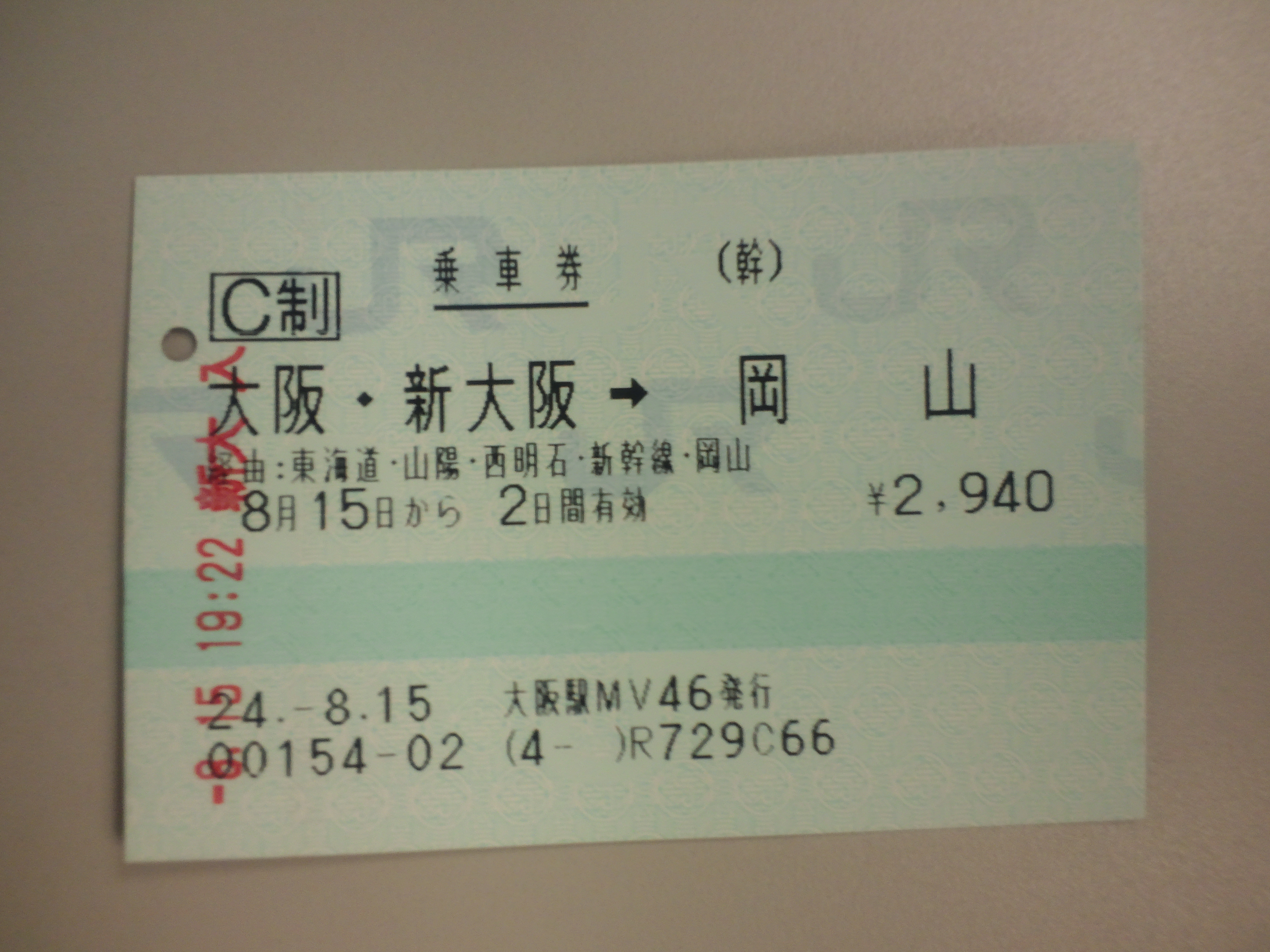
新大阪駅の乗換口にある新幹線自動改札機で入場日時が印字された乗車券（2012年8月撮影）

#### 磁気切符
乗車券類投入後の流れは、【投入口→複数枚分離部→整理部→裏向き専用読み取りヘッド→表向き専用読み取りヘッド→反転部→保留部→書き込みヘッド→確認ヘッド→パンチ・印字部→集札・放出部】の順番である。事業者ごとに内部の構造は若干異なるが、投入口から放出部までは、乗車券類（パンチあり）の場合約0.7秒である。
旧来の自動改札機では、裏向きに投入した場合に備えてヘッドが計6個ついていた。新型では裏向きでも表向きに直す反転部が開発され、計4台のヘッドで扱うようになり、パンチ部や印字部も1台ずつになりコストダウンが図られている。
21世紀に入ると磁気より便利なICカードやQRコード等の技術が普及したため、JR東日本と関東の私鉄7社はQRコード乗車券への切り替えを目指している。

#### 磁気カードシステム
- イオカード - JR東日本
- Jスルーカード - JR西日本
- ワイワイカード - JR九州
- パスネット - 関東私鉄各社
- トランパス - 中京私鉄各社
- スルッとKANSAI - 関西私鉄各社

これらは2000年代以降、ICカードに置き換えられた。

#### 複数枚対応型改札機
- 新幹線の駅およびJR西日本の自動改札機設置駅に設置されている。
  - 新幹線においてはその駅までの乗車券や定期券と新幹線の切符を2枚同時投入することができる仕様となっている。その駅までの切符は回収され、新幹線の切符のみ改札機より入場時刻が印字されて出口から出てくる。
  - 近畿地方では磁気式自動改札機の導入が日本国内でもっとも早かったことから、磁気式の切符や回数券が定着しており、通勤や通学定期券の範囲からその範囲外へと乗車する際に定期券と回数券の組み合わせで乗車することが、交通ICカードが普及してきた現在においても日常的に行われる。そのため、複数枚対応型の自動改札機はほとんどの駅において設置されている。この場合、降車する駅では回数券などの磁気券が回収され、定期券が出口から出てくる。ただし、これは定期券も磁気券であることが前提となっており、ICカードと磁気券との組み合わせには鶴橋駅のようなJRと私鉄との乗換専用改札口を除き、対応していない。

### 非接触型ICカード

#### 特徴
非接触型ICカードには以下のような特長がある。
- 磁気券に比べてデータ容量が大きく、データ処理も早い[8]
- 磁気券と異なり、データのほかにプログラムを格納できる[8]
- 磁気券に比べ偽造が難しく、セキュリティが高い[8]
- 磁気部分がなく耐久性が高い[8]

観察と研究の結果、カードを認識させる箇所の角度は13度になっている。

#### ICカード専用改札機
21世紀以降のICカード乗車券の普及に伴い、ICカードでの入出場に特化した改札機が登場しており、交通系ICカード全国相互利用サービスに加入した事業者を中心に導入されている。
これらはICカードを用いないで通行する旅客が誤って専用改札に向かうことを防ぐため、周りをステッカーで覆う、本体照明でライトアップする、またICカード専用である旨を天井や床の矢印で案内すると言った対策が取られている。ICカードの普及が進んだ近年では、ICカードではなく磁気券を使用することのできる改札機を色で強調した案内をするケースや、2013年のJR東日本武蔵境駅nonowa口を皮切りに、一部の駅改札口の改札機をすべてICカード専用に取り替えた例も現れている。

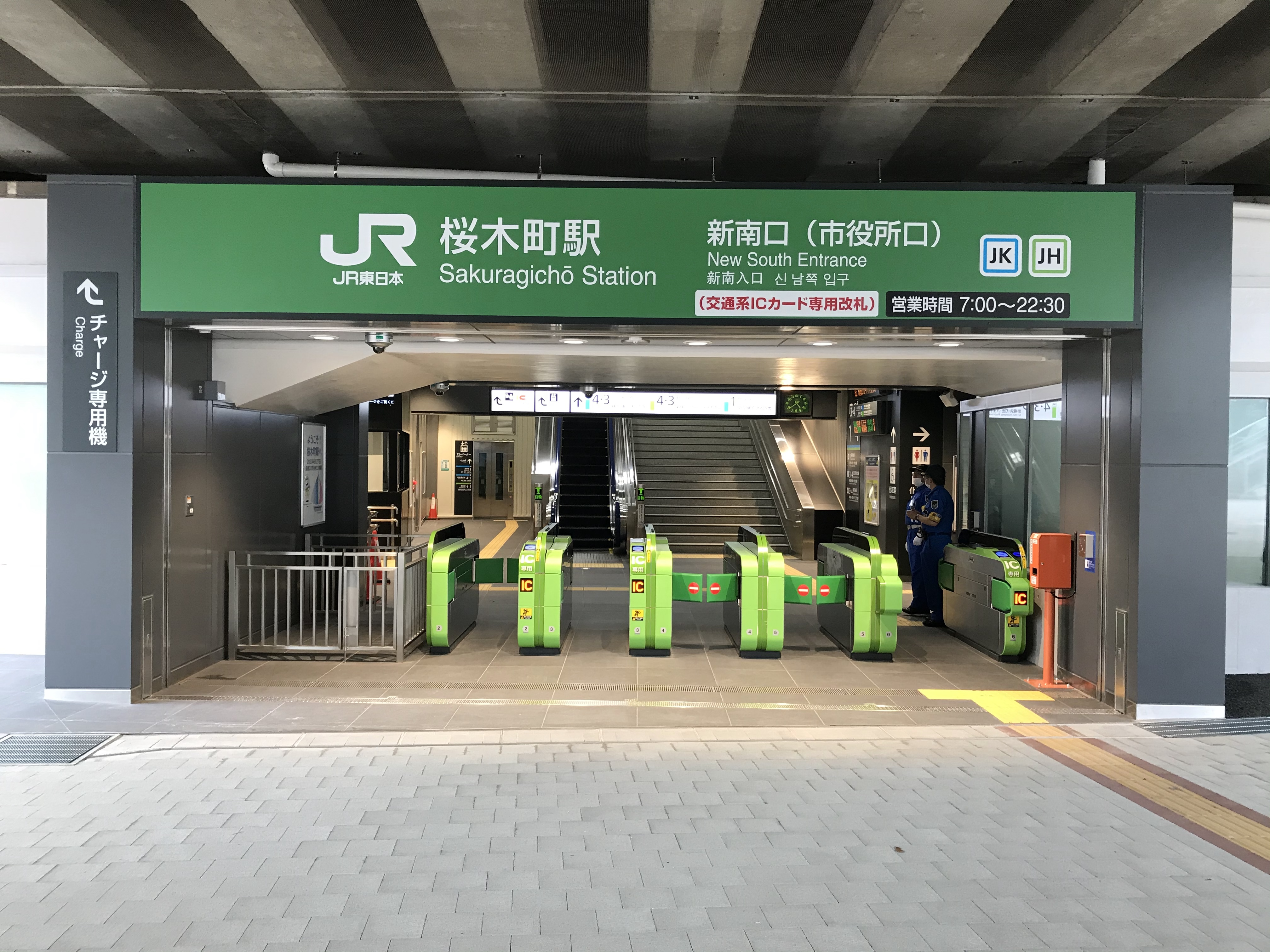
JR桜木町駅の新南口改札。すべてICカード専用の自動改札機で、出入口にもその旨が書かれている。

ICカード専用改札機の導入の背景には、以下の点が挙げられる。
1. ICカード乗車券のさらなる普及を目指す。
2. ICカード乗車券が改札通過時に起こすエラーはたいていの場合、乗客自身で解決できるため磁気券対応改札よりもスムーズな流れを期待できる。
3. 費用の削減
  1. ICカードは繰り返し利用できるため、ICカードの利用率が上がり、紙の乗車券の利用率が下がると紙の節約につながり、使用済の乗車券を駅係員が回収する頻度を減らすこともできる。
  2. ICカード専用改札機であれば、稼働部はフラップドアしかなく構造が単純である。磁気乗車券を投入する従来型の自動改札機は、投入口・取出口・搬送機構など稼働部が多いため、部品も多くメンテナンスに費用がかかり、何回にもおよぶ乗車券投入で故障が発生しやすいという難点があった。

一方視覚障害者は、ICカード乗車券の残高が確認できなかったり、障害者割引の対象にならない場合があるため、磁気切符を利用することが多いが、利用しようとする改札機に視覚障害者誘導用ブロックがなく、IC専用改札機である旨の表示が墨字を除き存在しないため、ICカード専用改札機であることに「切符を投入するまでまったく気付かない」というアクセシビリティ問題も発生している。
また、一日乗車券などの企画乗車券は現在も磁気券が主流であるため、それらを使う際、限られた通路や改札口を通らなければならないという欠点も生じている。現在、鉄道業界としてICカード専用改札機の設置位置についてのルールの取り決めはない。
高松琴平電気鉄道と伊予鉄道では、ICカード専用の自動改札機を設置しているが、普通券などは磁気化されておらず、有人改札を通ることになる。
自動改札機ではないが、ICカード利用エリア内にある無人駅・一部の有人駅や複数の鉄道事業者との共用駅などではICカード専用のカードリーダ・ライタとして簡易型自動改札機あるいは簡易式自動改札機を設置している。この場合、乗降車に際して対応した単機能式のカードリーダ・ライタを設置し、乗降時にそれぞれICカードをカードリーダにかざすことによって乗降（入出場）する。かざし忘れた場合、ICカードが使用できなくなったり、正規の運賃と異なる金額が差し引かれることがある。
またJR東日本の山形新幹線と秋田新幹線の有人改札の駅では、ICカード専用の簡易型ではなく一般的な自動改札機を設置している。（2017年前まではモバイルSuica特急券用の簡易改札機が設置されていた。）
日本以外では、乗車券が全面IC化されているシンガポールMRT・台北捷運・韓国の首都圏電鉄や2000年代に入ってから開業した地下鉄などでは、全駅の自動改札機がICカード専用である。また、ICカードと磁気券を併用している鉄道でも、上記理由からICカード専用改札機が設置されている。KLIAエクスプレスでは、ビザカードの非接触決済サービス「Visa Wave」を使用した、ICカード専用改札機が設置されている。
乗車券が全面IC化されている鉄道においては、出口側にIC乗車券を回収するための投入口が設けられている場合がある。

#### タッチ決済用改札機
2021年には、ビザカードの非接触決済サービス「Visa Wave」を使用したICカード専用改札機が、日本で初めて南海電気鉄道と福岡市地下鉄の駅に設置され、他社も含め設置が進められた。これは、Visa Waveに対応したクレジットカードやデビットカードをタッチすることでそのまま乗車券として利用できるもので、交通系ICカードを買ったり、（限度額を超えていなければ）チャージを行う必要がないため、日本の交通事情に不慣れな訪日外国人客への利便性の向上を目的としている。日本国内では、交通利用におけるタッチ決済のプラットフォームは三井住友カードのみが提供しており、いずれの交通事業者も同社の「stera transit」のシステムを活用している。

### QRコード
QRコード方式は空港の搭乗口改札機に多く導入されている。QRコードの自動改札機では、磁気券を用いるものに比べて「きっぷの取り忘れ・取り間違いを防げる」「機械自体が比較的安価である」「改札機に切符の搬送部を省略できることから、券づまりがなくなるほか機器メンテナンス代が軽減できる」「磁気券を用いないため切符そのもののリサイクルが容易」「ICカードを持っていない地方在住者や訪日客との相性が良い」などのメリットがあり 、日本ではスカイレール、沖縄都市モノレール（ゆいレール）、北九州モノレールで採用されている。
QRコード方式の紙製の乗車券を発行する場合、ICカード専用改札機と同様に投入口・取出口・搬送機構などを省略した改札機でQR乗車券の改札を行うことが可能である。磁気乗車券と違い投入口は必要は無いが、出場時には乗車券を回収する投入口が設けられている場合もあるほか、投入口がなく、別に回収箱を置いてある場合もある。

### 顔認証
中国で2017年から保安対策として使用が始まった。
日本ではオムロンが不正乗車対策用のセグメントセンサを製造し、2008年夏期からの採用を見込んでいたが、採用されなかった。その後2023年3月、JR西日本うめきた地下ホームでパナソニックの顔認証改札が登場した。
JR東日本も2020年より顔認証方式やミリ波方式など「タッチレス改札」の実証実験を始めている。

### その他
そのほか、トークンなど、多様な方式が存在する。

## 自動改札機の導入状況

### 日本
日本では主に改札方式がとられており、大都市周辺の駅を中心に自動改札機や簡易型自動改札機が設置されている。なお、簡易型自動改札機（主にICカードの簡易読み取り機）は扉付きではない。自動改札機の無い区間は車内改札などが用いられることが多く、信用乗車方式は少ない。
改札方式が採用されている理由としては、運賃収入の確実な収受（不正乗車の防止）のほか、旅客の安全確保の観点から都市部の狭い駅スペースへ多数の旅客が集中しないように駅構内へ立ち入る旅客数を制限することができるといった理由がある。
現在の主流である磁気乗車券を使用した日本初の自動改札機は、1967年（昭和42年）に京阪神急行電鉄（現・阪急電鉄）北千里駅に設置された立石電機（現在のオムロン）製の10台で、定期券専用である。その後、札幌市営地下鉄（1971年、昭和46年）や横浜市営地下鉄（1972年、昭和47年）がそれぞれ開業時に全面導入しているほか、大阪市交通局でも1971年に玉出駅で試験設置後、1974年までに22駅で導入されるなど、運賃システムが比較的シンプルな公営地下鉄での導入が進んだ。他の鉄道事業者においても部分的な導入事例があったものの、自動改札機の導入への動きはあまり広まらず、営団地下鉄（当時）有楽町線のようにいったん撤去した例もみられた。しかし、国鉄の分割民営化で発足したJR東日本が導入に舵を切ると、関東地方の各私鉄や地下鉄、四国旅客鉄道（JR四国） および九州旅客鉄道（JR九州）(九州新幹線、西九州新幹線、九州旅客鉄道鉄道事業本部が管轄する区間(福岡県全域と佐賀県の大部分)以外)
を除くJR他社でも自動改札機の設置が標準となり、1990年代後半からは大都市圏以外の地域や新幹線の駅などでも導入する動きが加速した。2000年代以降はICカードの導入に合わせて自動改札機も導入することが多い。
通常、自動改札機を導入した駅ではそのまま使用され続けるが、中には松山市駅・寄居駅（東武鉄道）・あすなろう四日市駅・高田駅（えちごトキめき鉄道）などのように、それぞれの事情で撤去された例も存在する。
2024年10月現在、鉄道駅にフル規格（扉つき）の自動改札機が設置されていない県は徳島県のみである(愛媛県は同年9月27日松山駅新駅舎開業に伴い自動改札機設置)。徳島県についてはそもそもICカードが利用可能な交通機関が存在せず、今後とも磁気券専用の改札機などの設置予定の報道がない。また2024年10月以降県庁所在地の駅で自動改札機が設置されていない駅は徳島駅の他に鳥取駅の2駅のみであったが鳥取駅も2025年3月15日に自動改札機が設置されICカードの使用も可能となった。(同県米子駅では2016年11月に自動改札機が設置済でICカードの使用も可能であった。) またJRの松山駅や高知駅では自動改札機が設置されているもののICカードの使用は2025年3月現在もできない。また2025年3月15日より長野駅でもICカードの使用が可能となり県庁所在地の駅でICカードの使用が出来ないのはJR旅客6社に限れば津駅、松山駅、徳島駅、高知駅の4駅のみとなった。

#### 改札外を経由する乗り換え専用自動改札機
札幌市営地下鉄・東京地下鉄（東京メトロ）・都営地下鉄・京成電鉄・大阪市高速電気軌道（Osaka Metro）・神戸市営地下鉄では、同一事業者の路線同士であってもいったん改札外に出ないと乗り換えできない構造の駅がある。この場合、乗り換え元の駅を出るときに特定の改札機から通る、または最初の駅であらかじめ乗り換え用の乗車券を購入することで、切符を持ち越すことができる。乗り換えの際には乗り換え時間に制限が設けられている場合がある。
乗り換え専用改札は、改札機の色を分けるなどの方法で識別されている。一例として、東京メトロではオレンジ色で識別されており「オレンジ改札」の通称で呼ばれることもある。

#### 車載型自動改札機
地方鉄道や路面電車では、列車車内やプラットフォーム上で乗務員が改集札業務を行う事例が多い。しかし改集札業務の時間の分、列車停車時間が増大し、定時運行に支障をきたす場合もある。その問題を解決する手段として欧米では改集札を乗客自身の手に委ねる信用乗車制度が広く取り入れられているが、日本では不正乗車に対する罰金の低さや運賃制度の違いからそのまま導入することについては困難との指摘がある。そのため、日本独自の信用乗車制度として車両扉に自動改札機を設置する方法が検討されており、車両に搭載可能な自動改札機の開発が鉄道総合技術研究所（以下、鉄道総研）によって進められ、鉄道総研の車両（LH02形電車）や広島電鉄の車両に搭載しての実験も行われた。
その後、特段の動きはなかったが、2000年代以降の交通系ICカードの急速な普及に伴い、地方鉄道線や路面電車ではICカードリーダ・ライタを装備した車両が登場するようになり、これらが事実上の車載型自動改札機の役割を果たすこととなった。JRグループでは2019年春に境線のICOCA導入に際し、車両にカードリーダを導入し、以降地方線区へのICOCA導入に合わせて車両に同様のシステムを導入する路線が現れている。

### 欧米
欧米諸都市などの鉄軌道・LRTでは多くの場合に旅客は改札を通ることなく自由に乗降でき、係員が抜き打ちで検札を行う信用乗車方式（あるいは無改札方式）が採用されている例が多く、このようなシステムの交通機関では改札機も設置されていない。下記は改札が設置されている交通機関の例である。

#### ニューヨーク地下鉄
ニューヨーク市地下鉄では駅窓口や券売機でメトロカード（磁気式）を購入したうえで自動改札を通り乗車するシステムになっている。

#### パリ地下鉄
パリ地下鉄では駅窓口や券売機でチケットを購入したうえで自動改札を通り乗車するシステムになっている。

## 歴史

### ターンスタイル式の改札機

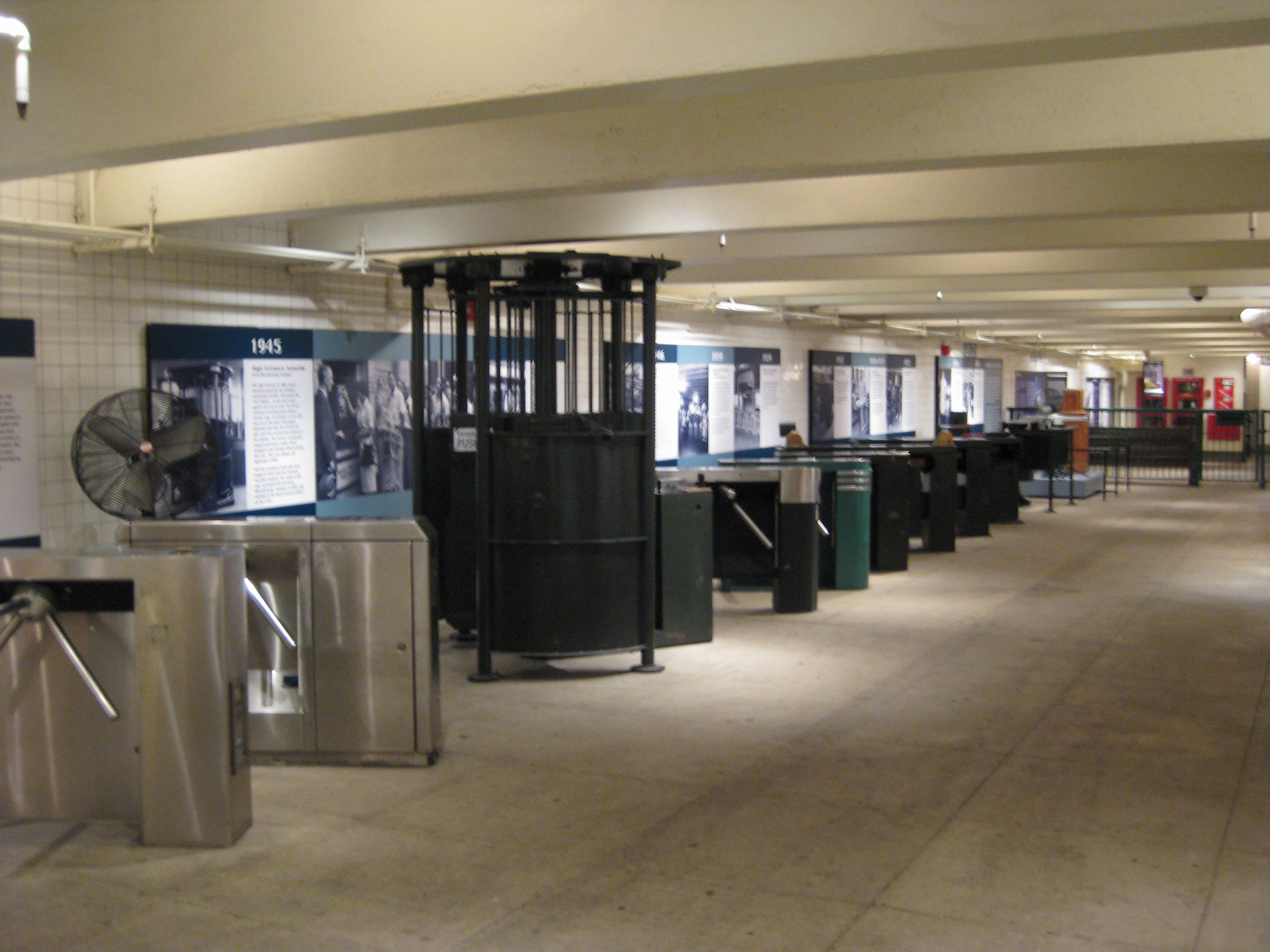
ニューヨーク交通博物館に展示されている歴代のターンスタイル式自動改札機

自動改札のシステムはニューヨークや東京の地下鉄でターンスタイル式の改札機が導入されたことに始まったが、これらは均一の運賃制度のもとで採用されたもので機械の挿入口に直接硬貨を投入する機構になっていた。
ニューヨーク市地下鉄ではデー・イー社が製造したターンスタイルの改札機が用いられていた。
また、1927年12月に開業した東京地下鉄道（現・東京メトロ銀座線）は10銭の均一運賃制で、10銭硬貨を投入して回転腕木を回す形のターンスタイルの改札機が設置されていたが、1931年9月16日の区間制運賃導入により廃止された。この改札機は銀座線上野駅と、東京都江戸川区葛西にある地下鉄博物館にレプリカがあり、近代化産業遺産として認定されている。
各地で磁気カードやICカード式の乗車券の普及が進んだため、硬貨やトークンを直接投入するタイプのものはあまり見られなくなっている。
日本国内における近年の例としては、1968年（昭和43年）2月から、自動券売機と自動改札機のフラップ部分を連動させた駅務機器（自動券売改札機）が開発され、東京急行電鉄では、渋谷駅、目黒駅、自由が丘駅、蒲田駅などの主要駅に設置していた。自動券売機部分で乗車券を購入すると、それに連動してフラップが開放され入場できる仕組みであったが、改札口通路上に設置する必要があるにもかかわらず、乗客1名分の処理速度が混雑時には対応できず、その直後の磁気式自動改札機の実用化とともに短時間で撤去され、1972年（昭和47年）までに消滅している。

### 光学読み取り式改札機の開発
乗車券に記録された情報を読み取る方式の自動改札機は1963年に近鉄技術研究所で研究開発が始まった。1966年には近畿日本鉄道と立石電機（現・オムロンソーシアルソリューションズ）の共同開発で鑽孔式（穴開け式）の光学読み取り式による自動改札機が開発され、近畿日本鉄道南大阪線の大阪阿部野橋駅で導入試験が実施された。さらに立石電機による開発が進められ1967年3月1日に京阪神急行電鉄（現・阪急電鉄）千里線の北千里駅で立石電機が開発した定期券専用自動改札機で本格的に採用された。しかし、全駅に導入されたわけではなく、また定期券専用であったため導入駅でも普通乗車券用に磁気バーコード式やその他の乗車券用に有人改札との併用であった。この光学読み取り式は普及しなかったが、21世紀になりQRコード改札として復活した。

### 磁気乗車券用改札機の実用化

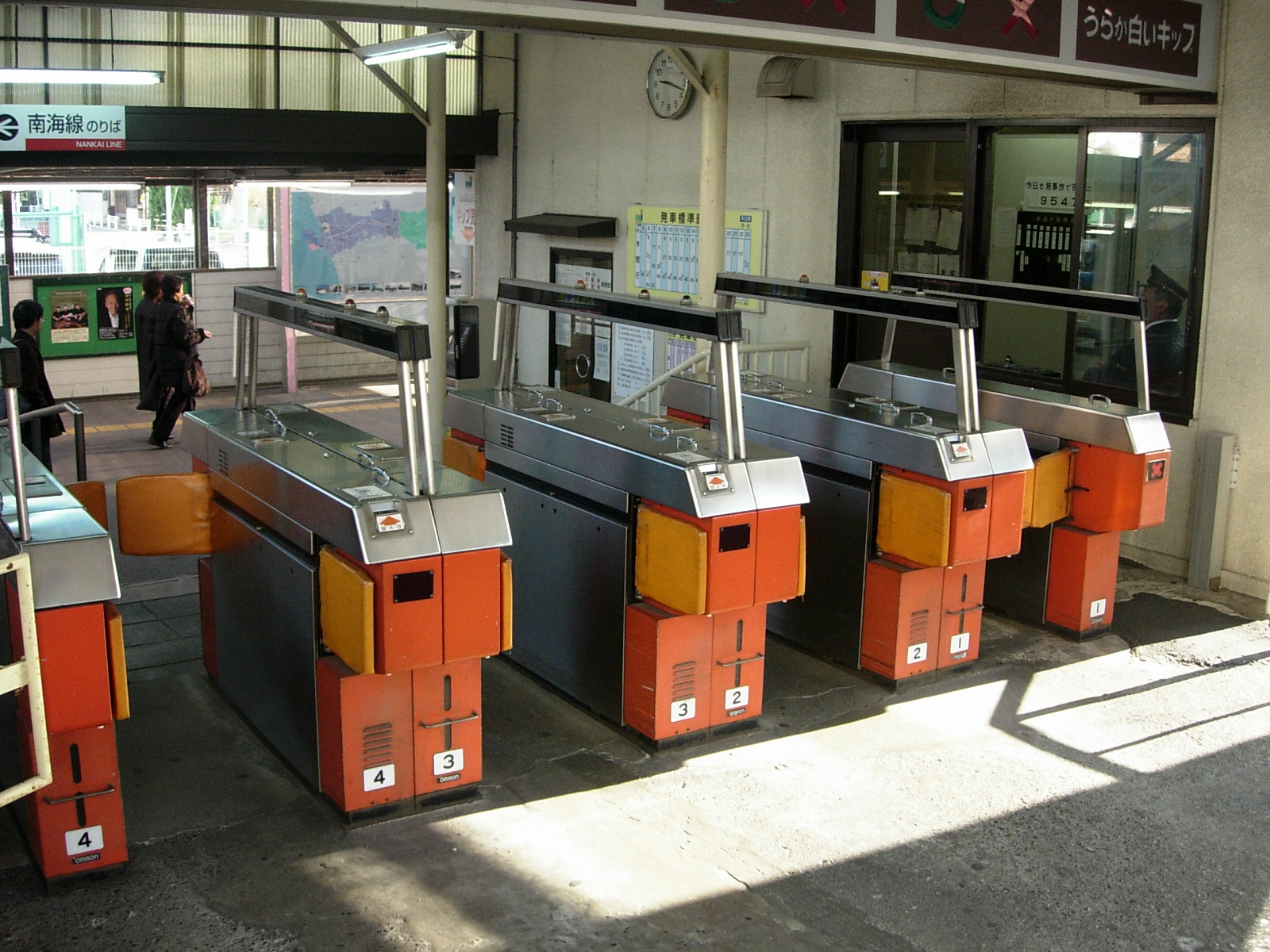
初期の磁気式自動改札機（オムロン製（通称F-PG）、南海電気鉄道の中古品が、水間鉄道貝塚駅に設置されていたもの）。2009年に機器更新されたあとはオムロンに返還され、2010年には機械遺産に指定された。

現代の主流である磁気化乗車券を使用した自動改札機は、1969年に近畿日本鉄道が学園前駅で試験導入した日本信号製が実用化の端緒である。
日本で最初に本格導入されたのは、前述の通り1967年の京阪神急行電鉄北千里駅であった。当初、定期乗車券と普通乗車券とでは改札方式が異なり、定期乗車券はパンチカード方式、普通乗車券は磁気化情報読取（バーコード）方式を採用していたが、その後、定期乗車券も磁気化方式に統一され、1972年には、定期乗車券・普通乗車券共用の自動改札機に更新されている。
1971年に入ると、日本鉄道サイバネティクス協議会により、日本で初めて標準化された旅客駅コード（磁気コード）が制定され、同年12月16日に開業した札幌市交通局地下鉄南北線、1972年12月16日に開業の横浜市交通局地下鉄1号線、1979年3月9日開業の北総開発鉄道 、1981年7月26日開業の福岡市交通局地下鉄1号線では、開業当初から全駅に設置されていた。
関西圏では、前述の近畿日本鉄道、京阪神急行電鉄をはじめ、阪神電気鉄道、京阪電気鉄道、南海電気鉄道などの主要駅で1970年代初頭より本格導入が進められ、一般的な駅務機器となっていた。
大阪市交通局においても、1971年6月1日に四つ橋線玉出駅の南改札口で使用を開始し、1984年3月31日に御堂筋線本町駅南改札口への設置をもって、全線全駅への設置を完了させている。
神戸市営地下鉄（1977年3月13日開業）、京都市営地下鉄（1981年5月29日開業）も当初から自動改札機が設置されている。
能勢電気軌道（現・能勢電鉄）は1978年12月に開業した日生線の日生中央駅が開業時から自動改札機が設置されている。
一方、首都圏では、1971年2月20日に東京急行電鉄が東横線の3駅 に15台を設置。翌1972年6月17日には都立大学駅にも5台を設置することで実用化試験を開始した。その結果、1974年6月1日に7駅に39台を設置することで本格採用に踏み切った。その一方、自動改札機については「首都圏特有の交通体系から連絡運輸の比重が高く、国鉄・私鉄界での同時的大量普及が行なわれない限りシステムメリットが生じないため、これ以上の導入は考えていない」と評されていた。
その中、1977年4月7日に新玉川線が開業すると、三軒茶屋駅に当初より設置され、その後の1980年代に入ってからも、入場改札の自動化が中心であったとはいえ順次拡大されてゆき、東急は、当時の首都圏でもっとも積極的に導入を進めた鉄道事業者となっていた。
それと同時に、非磁気化券を投入することによる使用障害も頻発していた。当時の東急では、自動改札機設置駅以外で発売する普通乗車券は磁気化されておらず、定期乗車券も基本的には紙券であり、券面発着駅のいずれか一方に自動改札機が設置されている場合に限り、定期券発行機で発行された紙券を磁気フィルムでラミネート する方式で、当時はこれが一般的なエンコード（磁気化）の方式であった。また、出場用改札機の頭上には『 自動定期専用 出 口 』と表示があり、普通乗車券を投入した旅客に対しては、それが、当該駅までの有効な磁気化券であっても、アラームを鳴動させ、出場ゲートを開放しない運用がなされていた。
同じころ、首都圏では、日立運輸東京モノレール、帝都高速度交通営団（現・東京地下鉄）、東武鉄道、京成電鉄、小田急電鉄、東京都交通局でも、試験的に1～4駅程度に設置されたが、全駅での本格採用に発展することはなかった。たとえば、帝都高速度交通営団においては、地下の限られた空間に旅客数に応じた必要台数を設置することが困難であった、当時の技術では複雑な経路に対応するための磁気情報の容量が不足していたなどがその理由であった。
当時の首都圏で、システムとして出改札の機械化・無人化を完成させていたのは横浜市営地下鉄のみで、それ以外の私鉄・地下鉄では前述の通り、自動改札機の導入は試験的なものに留まり、本格導入は関西圏の私鉄・地下鉄のほうが早かった。首都圏は、関西圏に比べて相互直通運転が多岐にわたることや、連絡運輸による乗車券、定期券の発売方法が複雑なため、一事業社局だけが導入してもシステムが社会的に機能することは難しく、期待するほどの合理化には寄与しないと考える事情もあった。関西圏の私鉄・地下鉄は路線が独立しており、利用客の大多数が自社線内で完結することから、多くの事業者が合理化の一環として早くから自動改札機を設置、1980年代後半にはすでに大半の駅で使用が可能であった。すでにこの時点において、神戸高速鉄道を挟む4社の連絡乗車券など、複雑な経路による特殊な切符の機械処理も実現していた。
中京圏では、名古屋鉄道が1969年6月1日に津島駅、翌1970年11月20日に新岐阜駅（現・名鉄岐阜駅）にそれぞれ光学読取式の定期乗車券専用機を設置したが、その後、切符は磁気式が主流となったことから1975年以降に撤去されている。1978年の名鉄瀬戸線（地下新線）開業時には、栄町駅、東大手駅に開業当初から磁気式改札機が設置されており、1979年開業の名鉄豊田線も磁気式自動改札機が梅坪駅を除く全駅に設置された。名鉄全駅に本格採用されたのは1987年以降であった。名古屋市交通局では、1976年（昭和51年）9月20日から定期乗車券の磁気化に着手、11月1日には普通乗車券も磁気化し、同年11月29日に、大曽根駅、星ヶ丘駅に設置することで、自動改札機の導入を開始した。1977年（昭和52年）3月18日開業の鶴舞線（3号線）は当初から全駅に自動改札機が設置された。1979年（昭和54年）3月30日には、名古屋港駅への設置をもって、全駅への設置を完了させている。
福岡都市圏においては、1981年開業の福岡市営地下鉄に続き、1987年（昭和62年）10月1日には、西日本鉄道・天神大牟田線の主要16駅にも設置されるに至った。しかし、その後の展開は早くはなく、1995年度（平成7年度）年度までで22駅への設置に留まっていた。
大都市圏以外では、富山地方鉄道が1971年1月1日から電鉄富山駅に磁気式の定期券専用機を設置していた。当時の地方鉄道としては先進的であると評価されたものの、実用面での経済性に乏しく、修理保守に費用面での問題があるとして、1981年4月に撤去された。また、後述の伊予鉄道も早くから松山市駅に設置しており、こちらは2014年2月15日まで稼働していた。
日本国有鉄道（国鉄）では、1970年4月に国立駅（鑽孔式で特定定期券保持者を対象）、武蔵小金井駅、柏駅 での実用試験を経て、1973年に武蔵野線 や1979年に片町線の一部の駅 と京都駅の地下東口改札で試験的に導入された。しかし、自動改札機の導入が人員整理につながることを危惧した労働組合側の主張により、本格的な導入は国鉄分割民営化以降の平成になってからとなった。特に関西地区のJRにおける自動改札の導入は平成初期に開業した一部の新駅とJR難波駅を別として1997年以降と、私鉄・地下鉄に比べ25年も遅れることとなった。

### IEEEマイルストーン受賞
2007年11月28日に、電気・電子・情報・通信分野における世界最大の学会であるIEEE（アメリカ電気電子学会）は、世界初の鉄道向け自動改札システムの開発・実用化の技術を「IEEEマイルストーン」に認定した。同システムを共同で研究・開発してきた、大阪大学・オムロン・近畿日本鉄道・阪急電鉄の4者が共同で受賞した。前述した自動改札機の試験導入が行われた、近畿日本鉄道の大阪阿部野橋駅、および阪急電鉄の北千里駅には、同賞の受賞記念の銘板が設置されている。

## トラブル
- 2006年12月1日未明、東日本旅客鉄道（JR東日本）・東京モノレールの各駅に設置したジェイアール東日本メカトロニクス製（日本信号製筐体）の自動改札機でSuicaを使っての通過ができなくなるトラブルがあった[48]。
- 2007年10月12日朝、首都圏のJR・私鉄・地下鉄各社局など660以上の駅において、早朝から日本信号製の自動改札機のみ起動しなくなるトラブルが発生し、日本信号は「私どもの責任であると考えている」と謝罪した[49][50]。原因は改札機のICカード処理部（全鉄道事業者共通）のプログラムのミスで、ホストサーバーから送られるクレジットネガデータ[51]が、プログラムのバグによって特定の件数だと受け付けなくなり、この日のデータがその条件に当てはまったことが原因だった[52]。朝ラッシュ時という人が殺到する時間帯のため、日信の製品以外のすべての改札口も開放し、通勤通学客260万人に影響があった。これまでになかった大規模なトラブルに国土交通省は事態を重くとらえ、10月15日以降にも関係者に原因報告と再発防止策を提出するように指示を出した[53] [54]

## 入場印字機

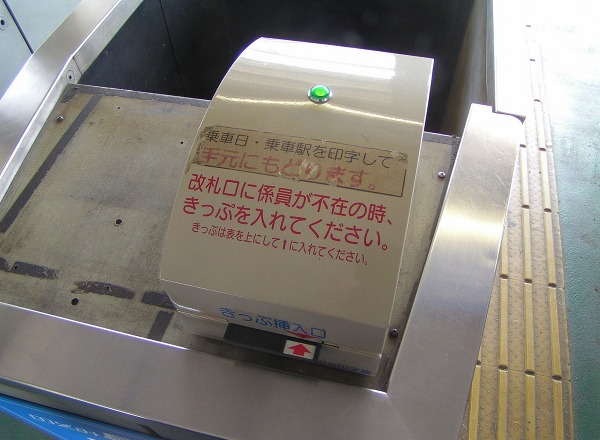
JR西日本岡山支社管内の入場印字機（鴨方駅にて2007年3月20日撮影）

入場印字機（にゅうじょういんじき）とは、乗車券などに旅客の駅構内への入場日時や駅名などを印字する装置である。自動改札機のチェック機能と集札機能を省いたものとも言える。1990年代後半からJR西日本の自動券売機設置の無人駅や時間帯によって駅員配置が省略される駅などに設置されているが、ICOCAの普及に伴い、簡易自動改札機（乗車時のみ通すタイプ）に代替された駅もある。首都圏では自動改札導入以前の営団地下鉄と東京都交通局及び東急田園都市線二子新地駅が改札口に設置しており、回数券のみが入場印字機を通していた。
これは、乗車券や回数券を機械に通すことによって入場日時・駅を刻印するもので、乗車改札の代用とされるものである。原則として駅員が改札に立っていない時は必ず通さなければならないが、故障やインク切れで文字の判別ができないことも多く、通さなかったからといって駅員や乗務員から特に咎められることはない。大型券から小型券まで、通常発売されているほぼすべてのサイズの乗車券に対応している。
なお、設定されている内容を印字することしかできず、乗車券の内容を判読したりチェックしたりすることはできないので、狭義の自動改札機には含まれない。この機械は自動改札機への移行により順次撤去されているが、自動改札機の移行の予定のない地方では現在でも残っている。
ヨーロッパに多い信用乗車方式を導入している鉄道には、「チケットキャンセラー」と呼ばれる入場印字機と同じ機能を有する機械が設置されているが、通さないと検札のときに無賃乗車とみなされる。

## 自動改札機に関する映画・テレビ番組
- 国鉄・岩波映画製作所『見えない鉄道員』（1970年）
- NHK『プロジェクトX〜挑戦者たち〜』「通勤ラッシュを退治せよ」
- 同「執念のICカード 16年目の逆転劇」- 内容的にはSuicaが主だが、Suica対応自動改札機の開発などにも触れた。
- TBSテレビ60周年企画『ものづくり日本の奇跡』第1夜～暮らし～（2015年3月23日放送）「日本の朝を変えた…自動改札機」

## ギャラリー

### 磁気・IC改札機

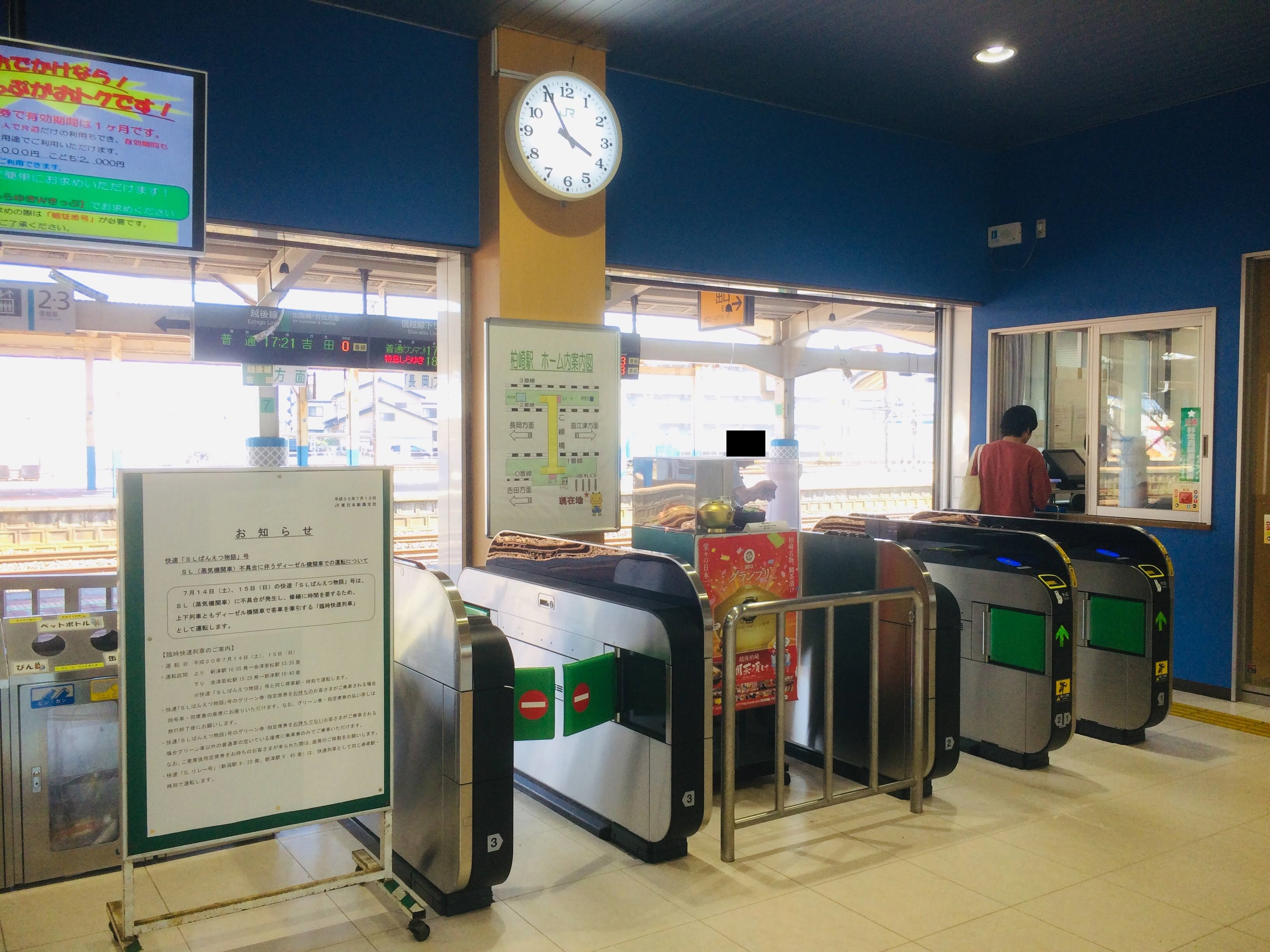
JR東日本在来線改札機 柏崎駅（2018年7月）EG20
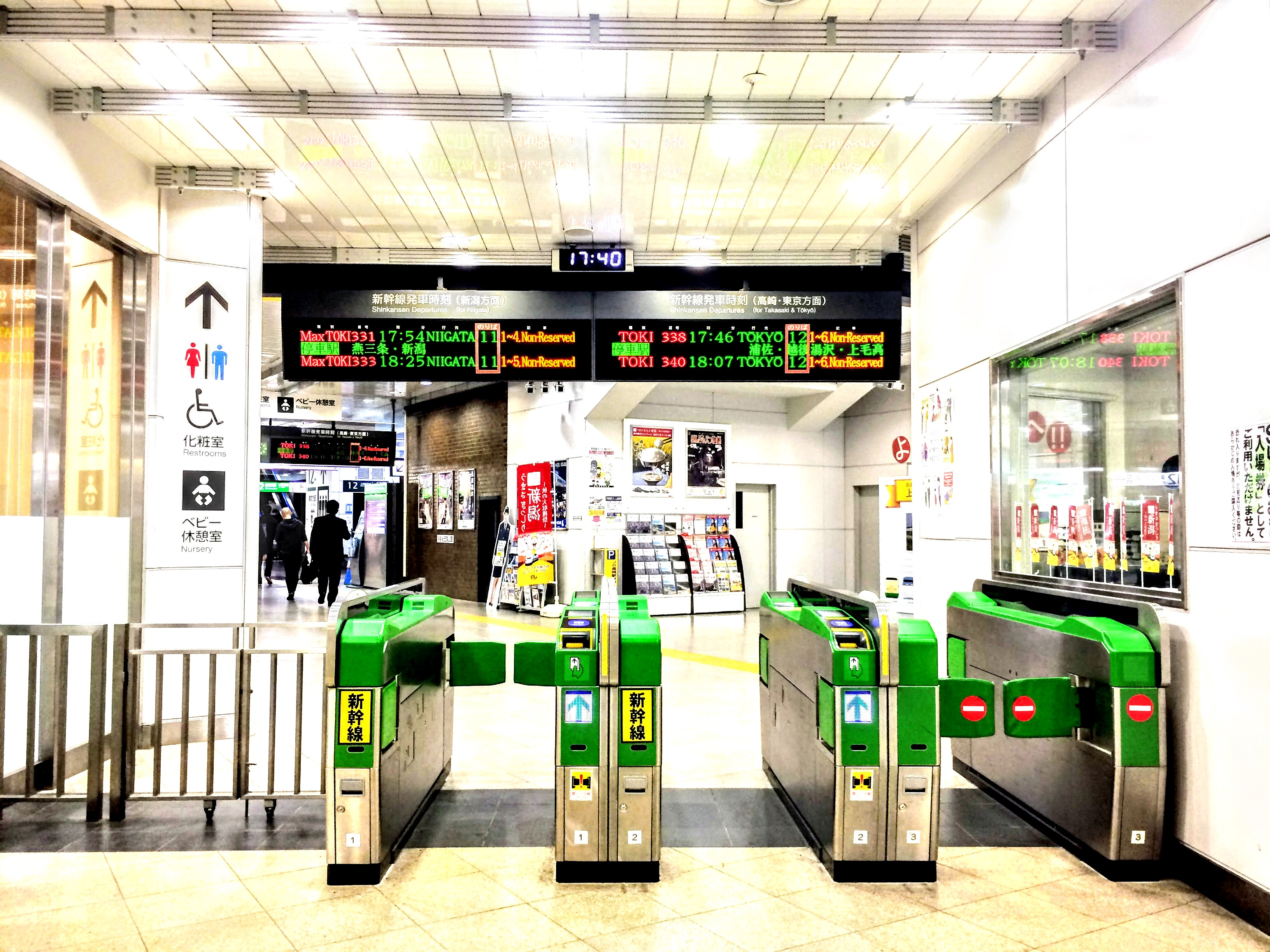
JR東日本新幹線改札機 長岡駅（2017年11月）EG10 旧型新幹線改札
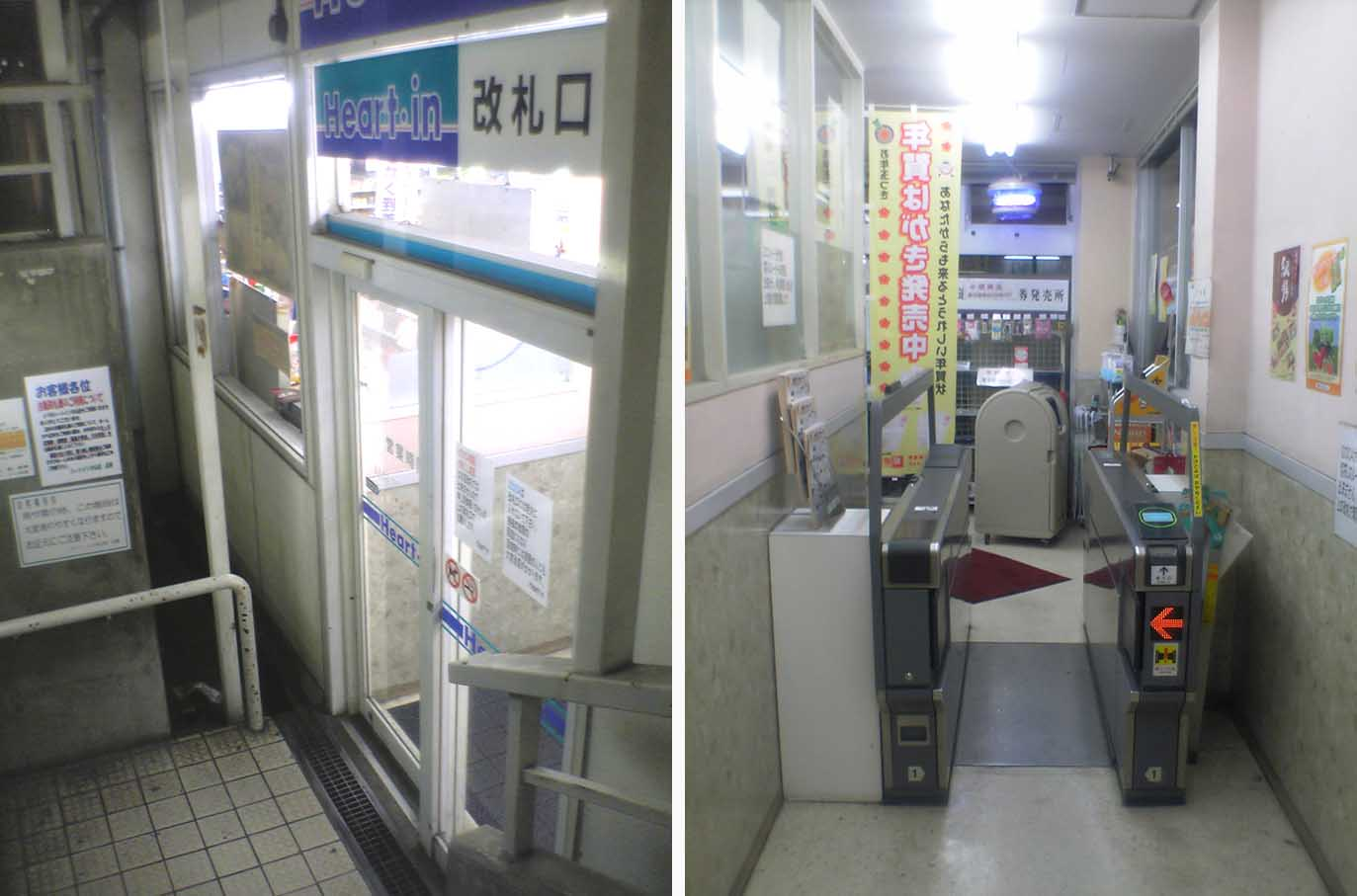
無人改札機・JR西日本 守山駅（2005年11月）OMRON製SPG
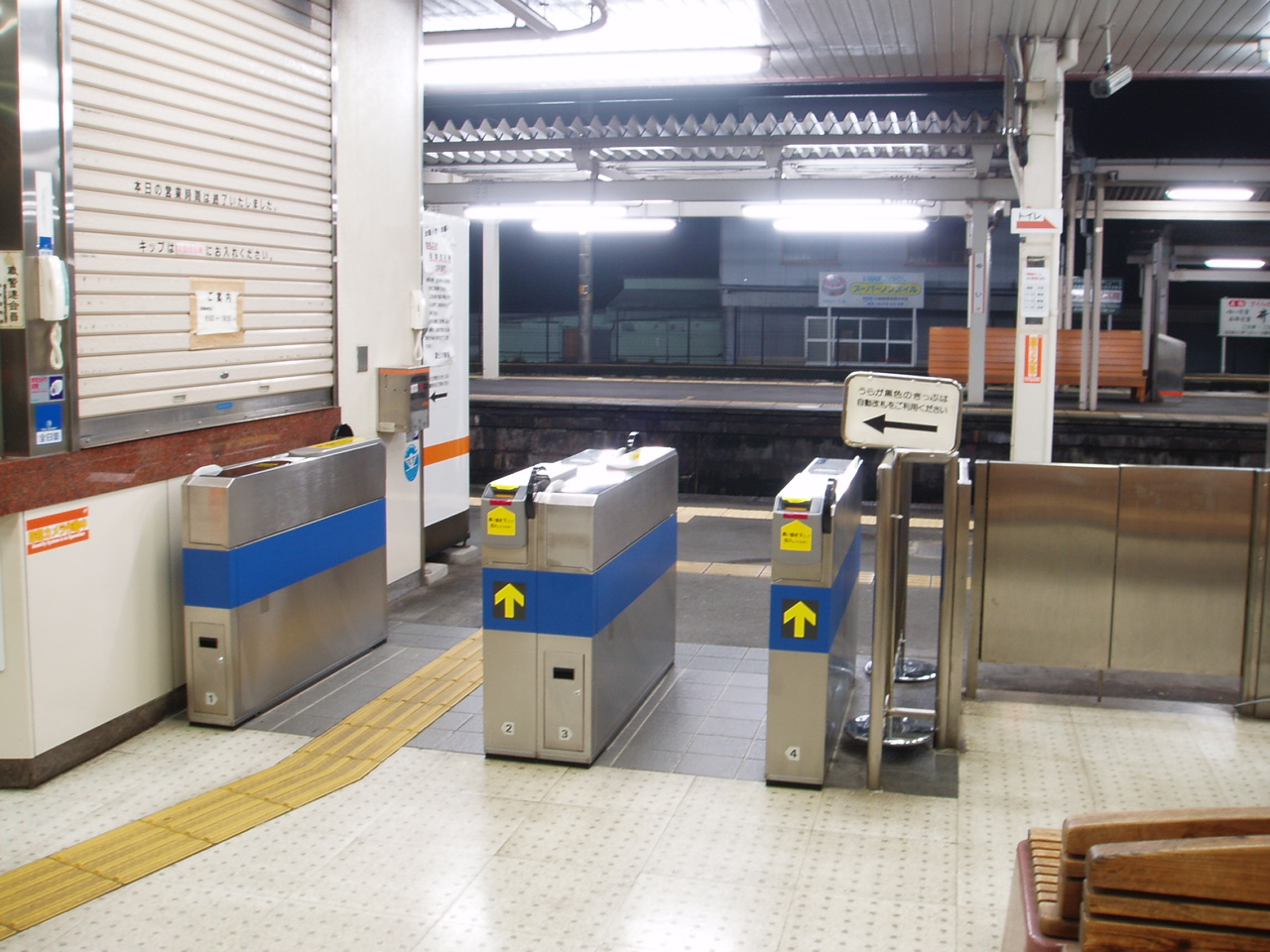
簡易型で開閉バーとセンサーが省略されている・JR東海 由比駅（2006年7月）
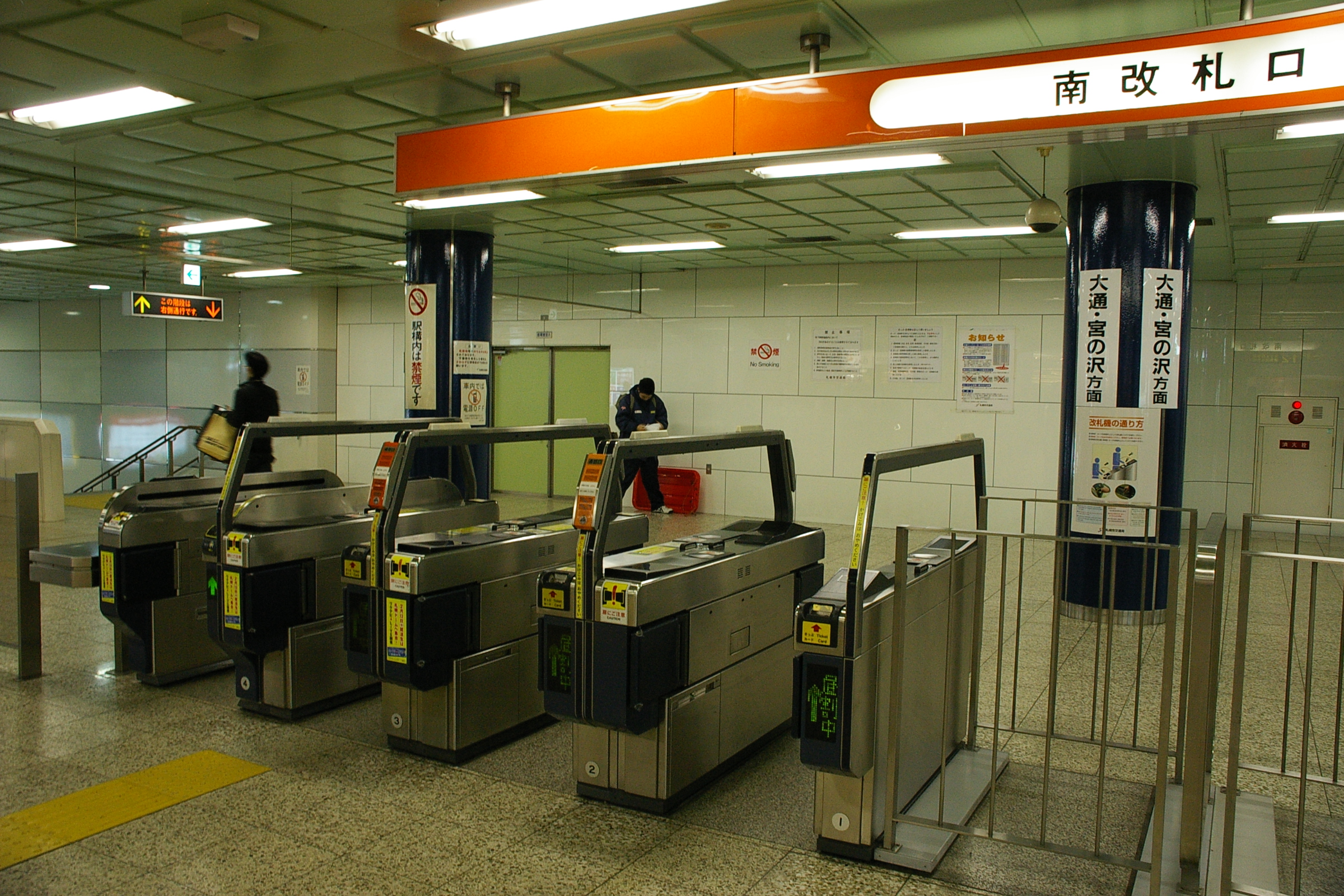
札幌市営地下鉄 新さっぽろ駅 日本信号製 GX-5
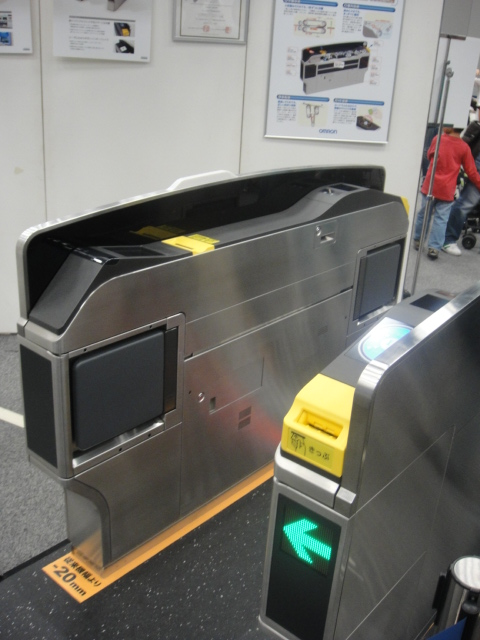
オムロンの自動改札機の展示（2012年、大阪の鉄道イベント会場）PGR

### ICカード専用

ICカード乗車券の使用方法
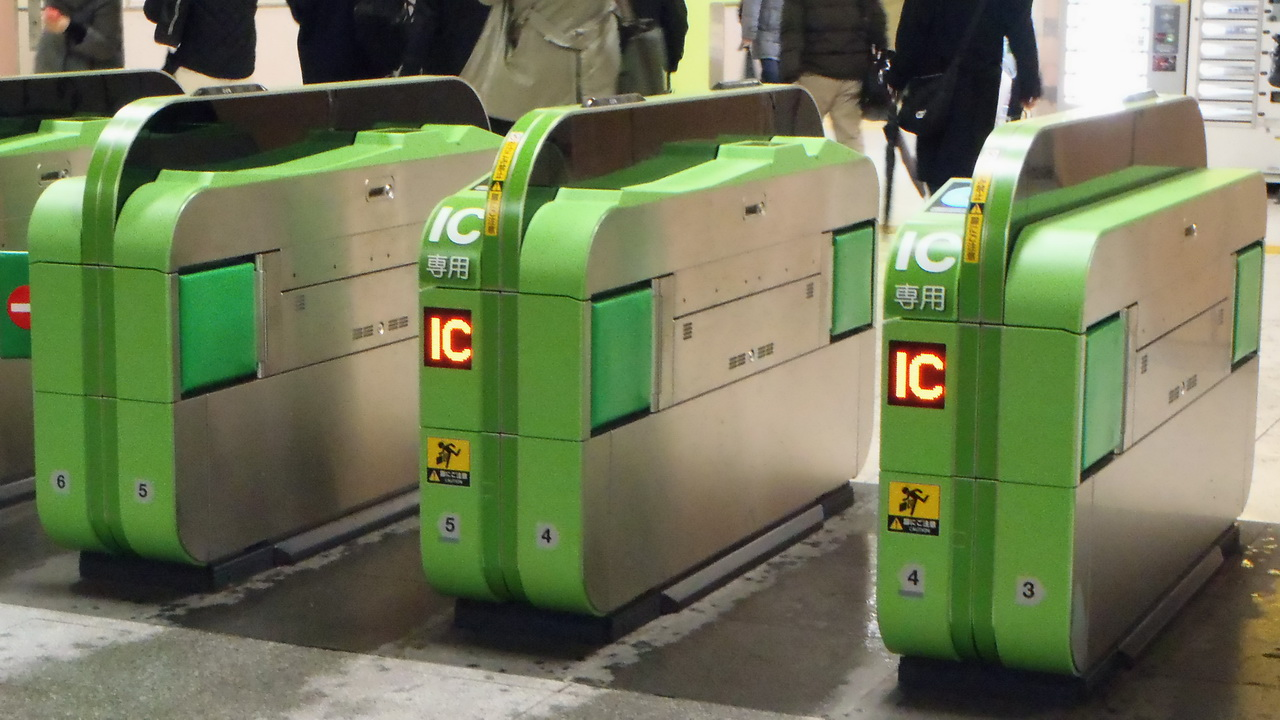
JR東日本 鴨居駅（2013年12月）EG20 IC専用レーン
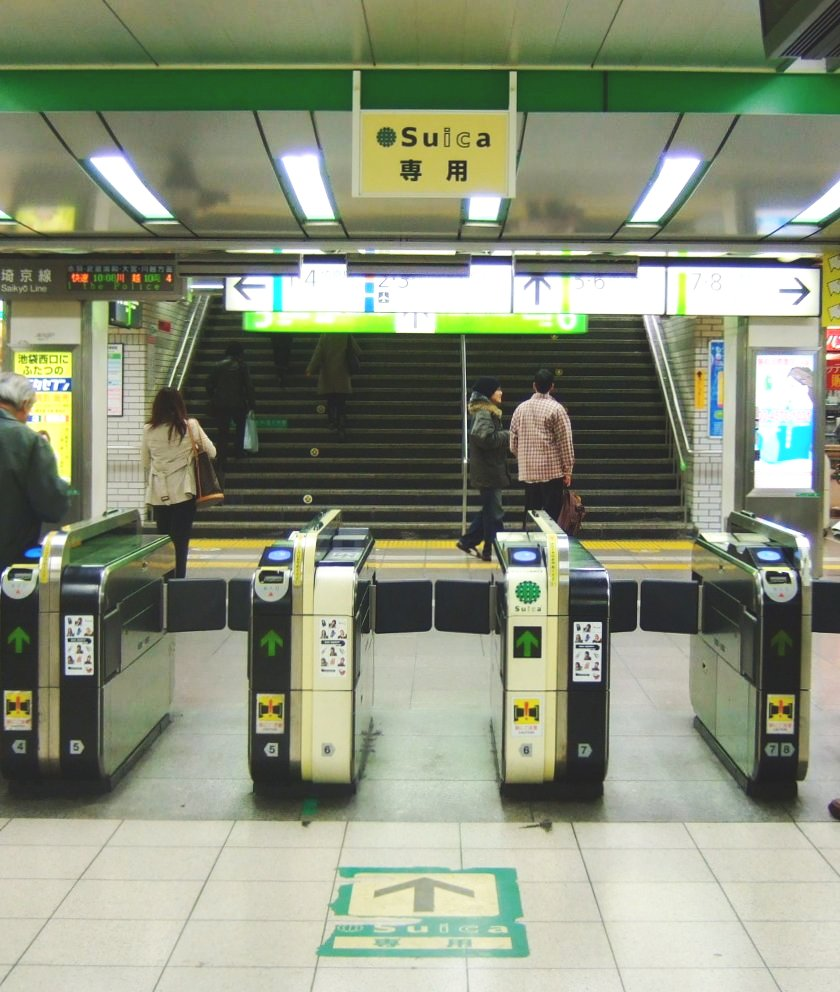
池袋駅・JREM製（2006年12月）EG2
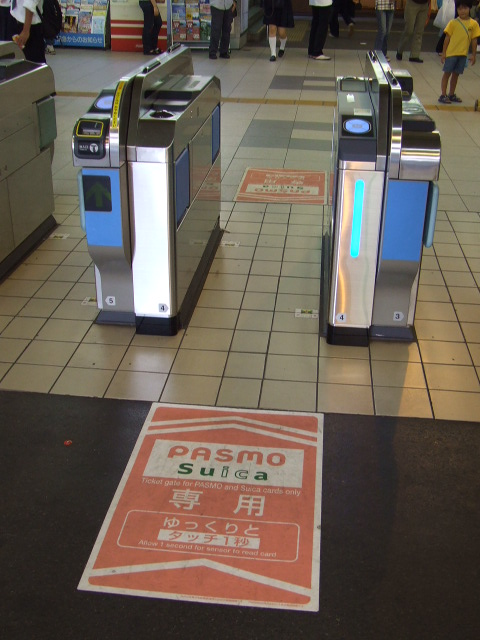
小田急電鉄 藤沢駅改札口の日本信号製PASMO専用改札機（2007年9月）GX7i
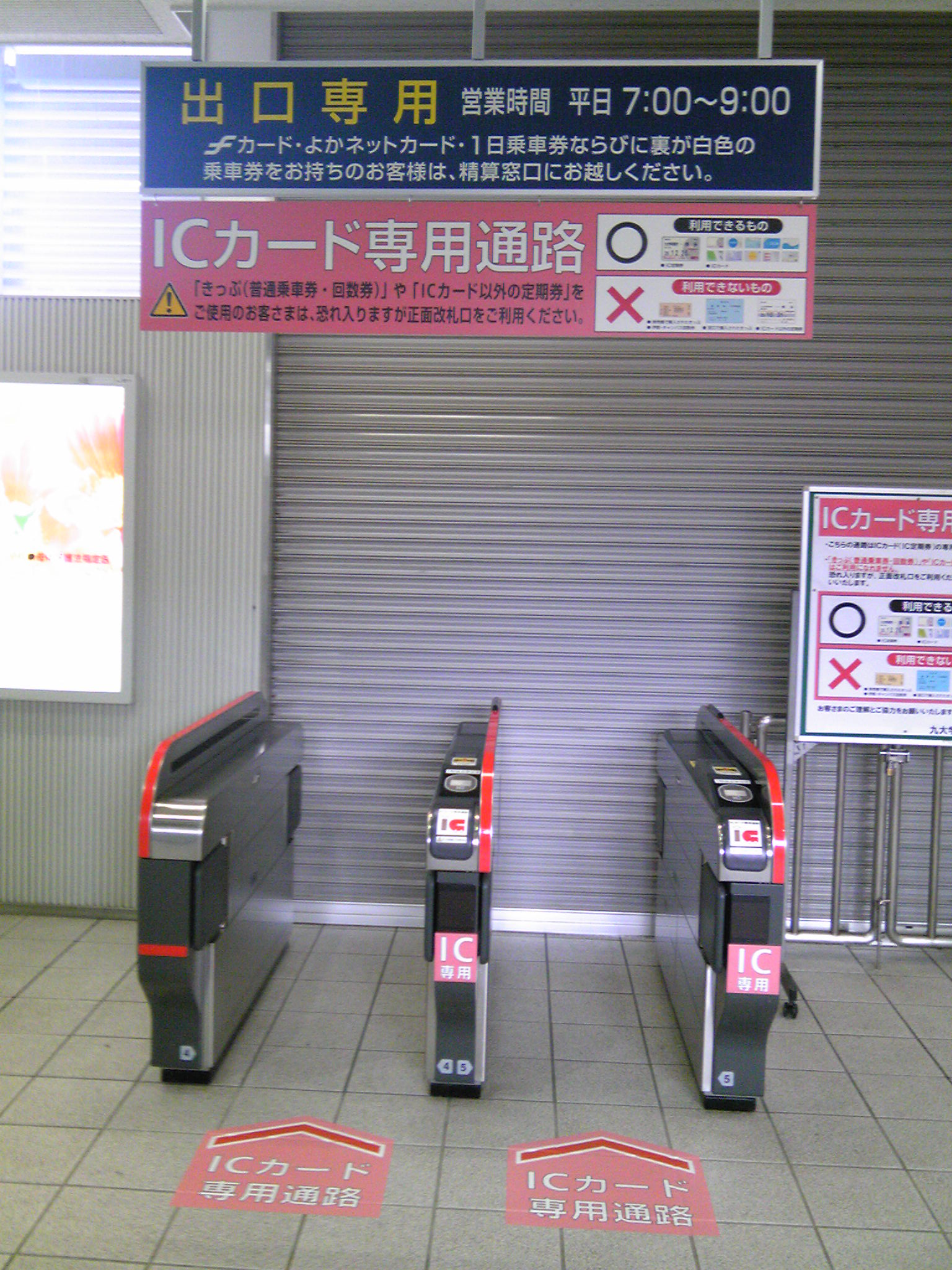
筑肥線九大学研都市駅の日本信号製SUGOCA専用改札機（2013年10月）GX7
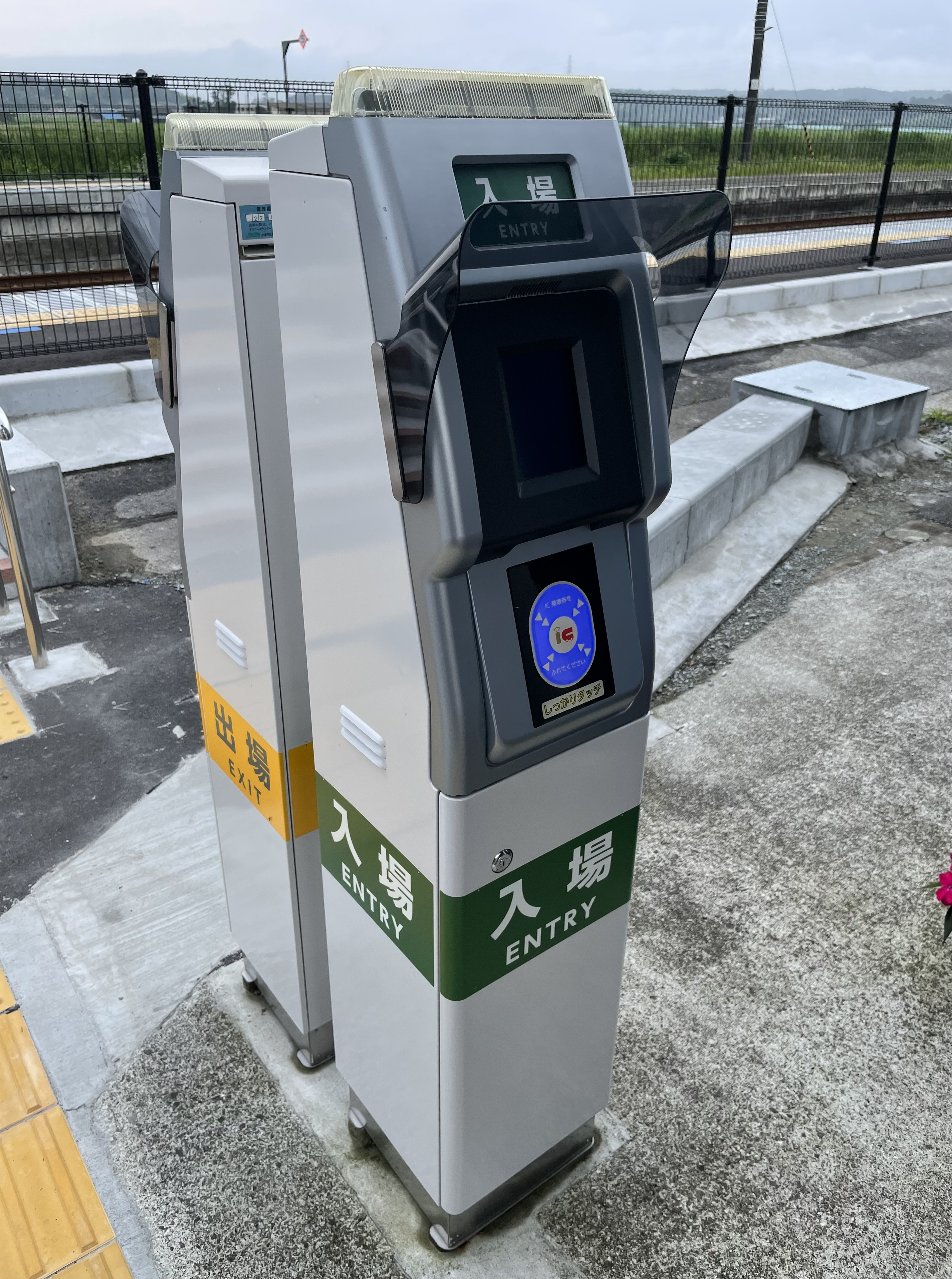
簡易型（2代目）・JR東日本 磐城太田駅（2022年7月）
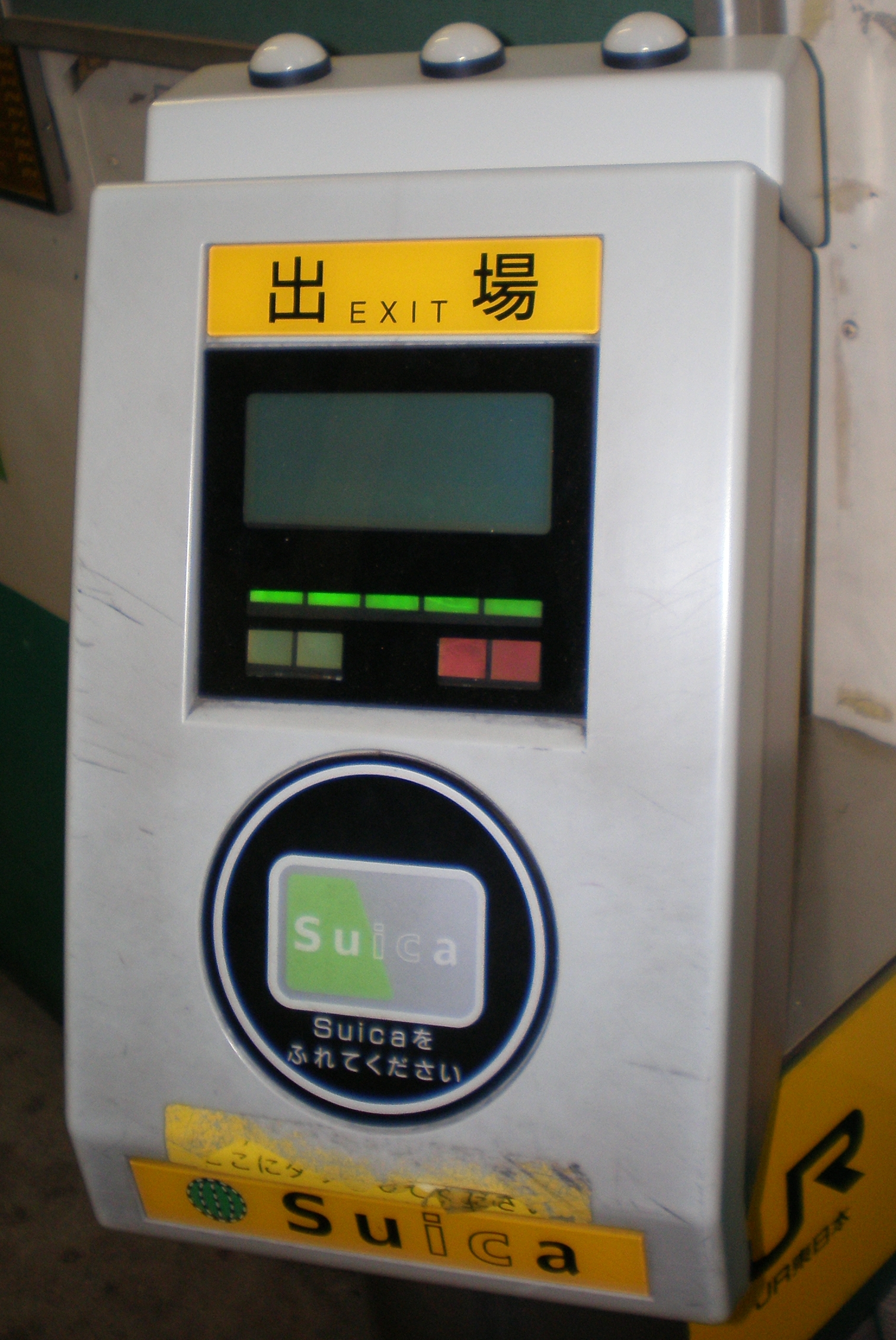
簡易型の読み取り部（屋根なしタイプ）・JR東日本 浜川崎駅（2007年11月）
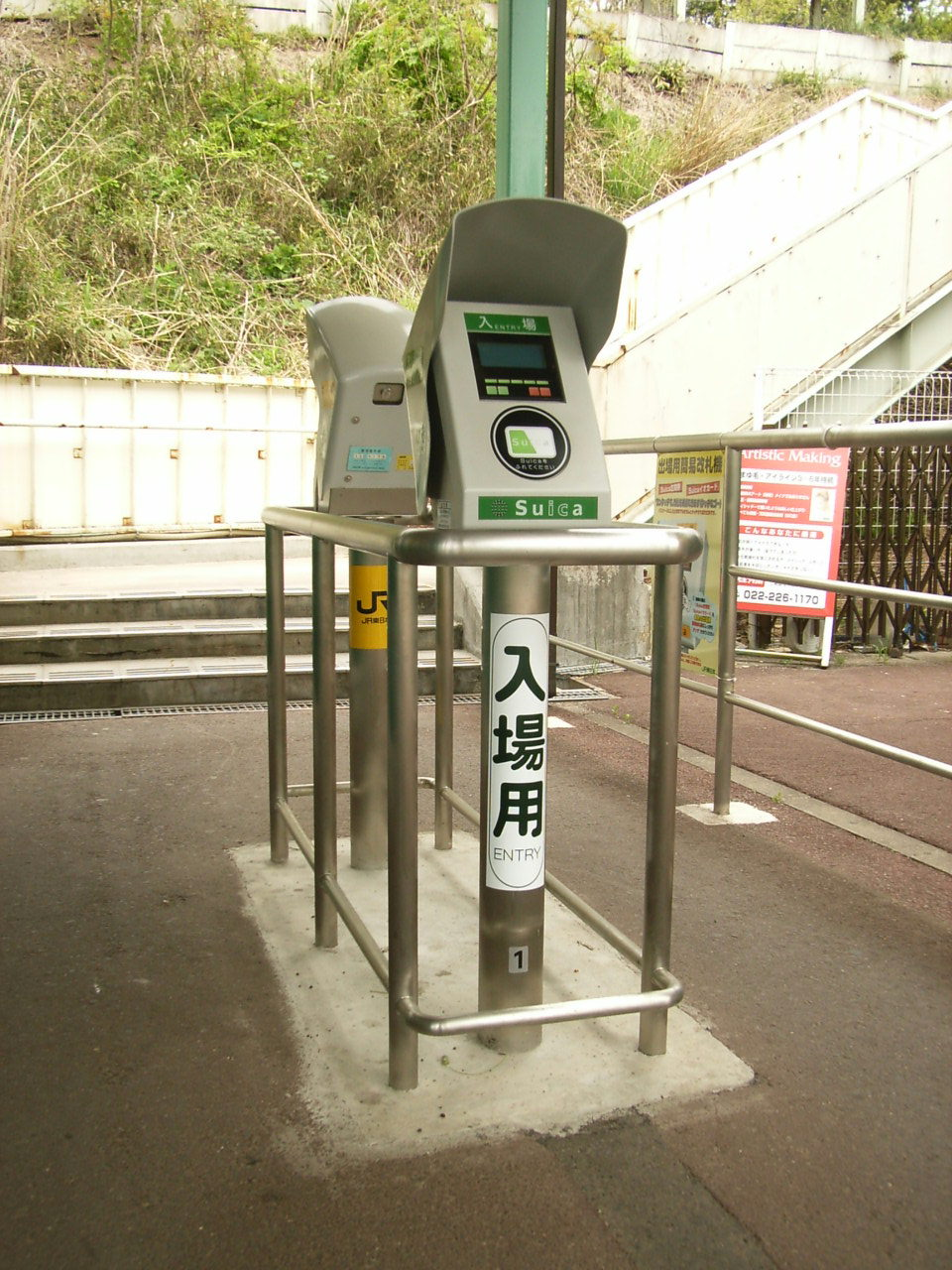
簡易型・JR東日本 葛岡駅（2005年5月）

### 海外

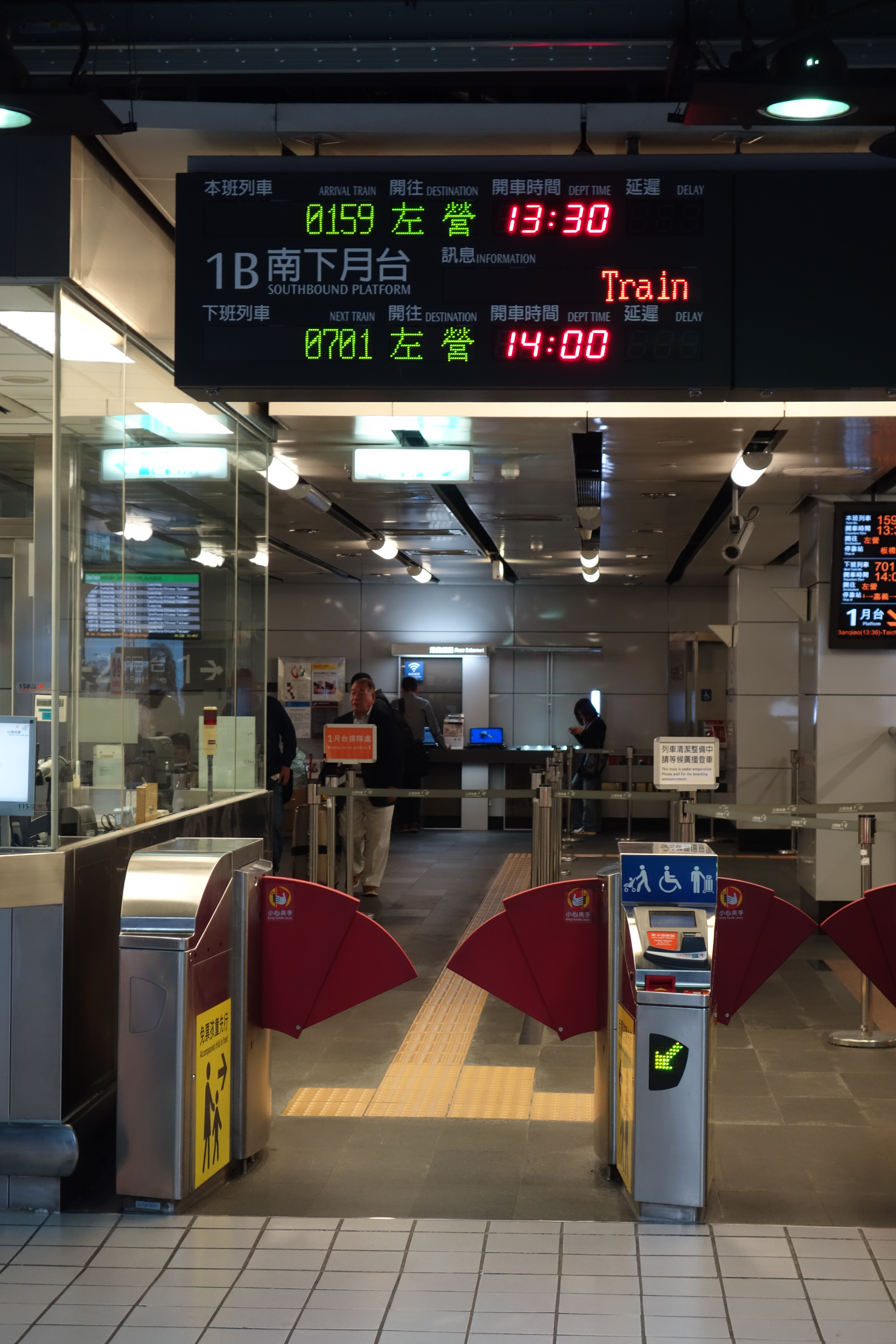
台湾高鉄（台湾新幹線）の自動改札機（台北駅、2013年）
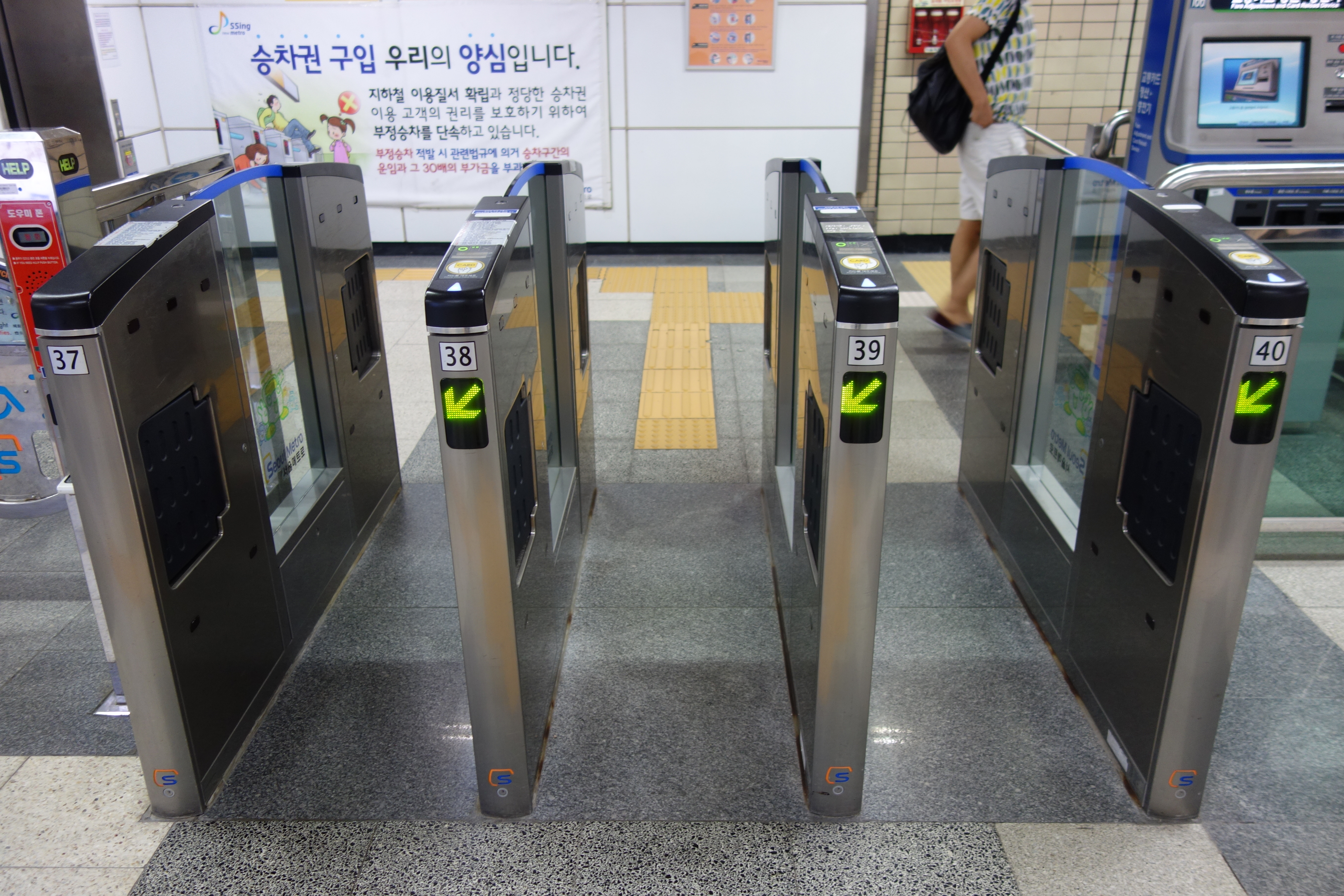
ソウルメトロの自動改札機（恵化駅、2013年）
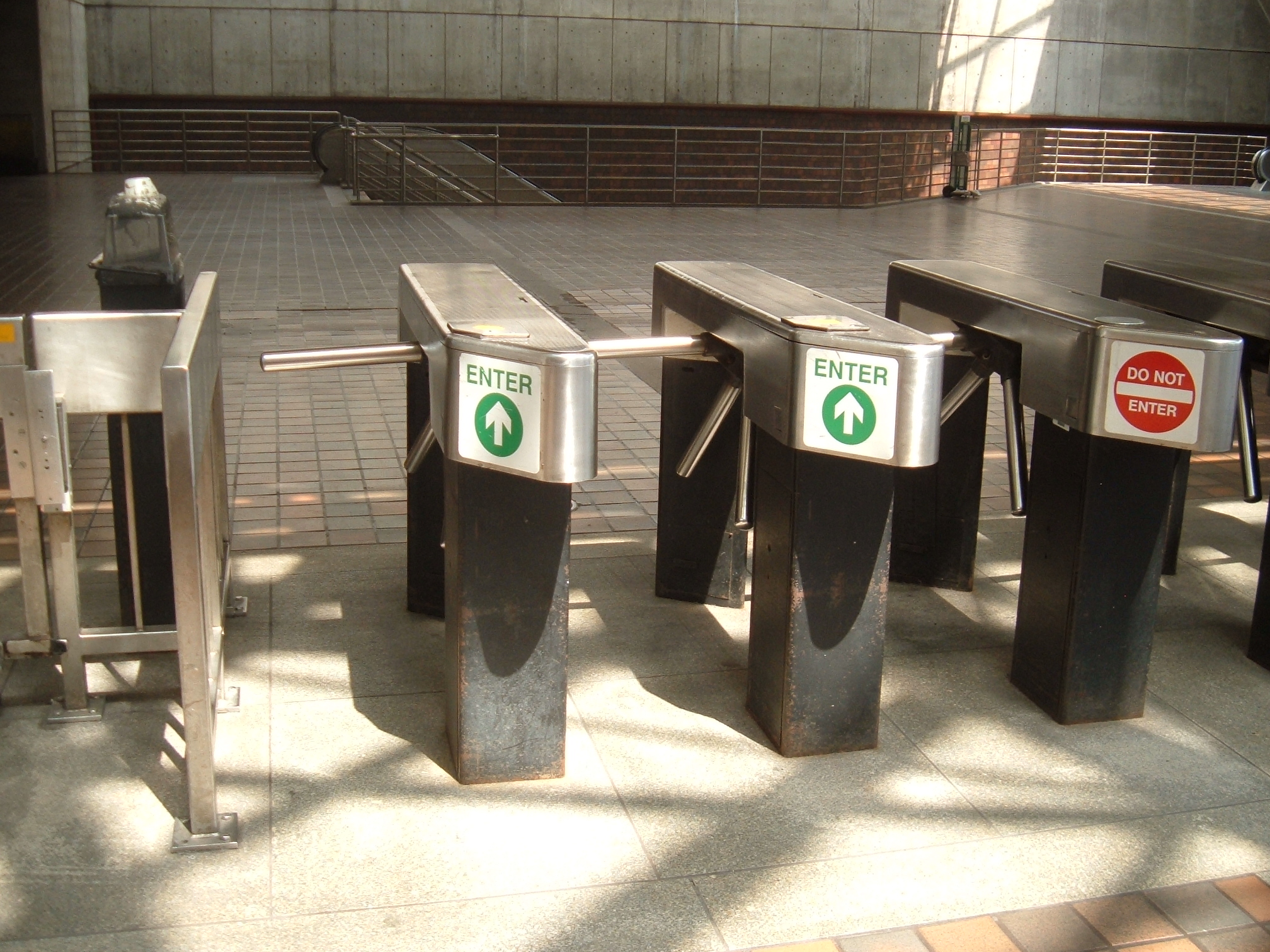
マサチューセッツ湾交通局（MBTA）・回転棒式（2005年8月）